# Řády, vyznamenání a medaile Německa
Tento seznam se snaží pokrýt všechna německá vyznamenání od dob Svaté říše římské až do současnosti.

## Německé císařství1871–1918
- Válečná pamětní medaile za polní tažení 1870-71 (Kriegsdenkmünze für die Feldzüge 1870–71) (1871)
- Záslužná medaile válečníka (Kriegerverdienstmedaille) (1892)
- Jeruzalémský kříž (Jerusalem-Kreuz) (1898)
- Pamětní medaile na Čínu (China-Denkmünze) (1901)
- Pamětní medaile na Jihozápadní Afriku (Südwestafrika-Denkmünze) (1907)
- Koloniální pamětní medaile (Kolonial-Denkmünze) (1912)
- Medaile Helvetia Benigna (Helvetia Benigna-Medaille) (1917)
- Odznak za zranění (1918)
- Válečný ponorkový odznak (U-Boot-Kriegsabzeichen) (1918)

Vyznamenání členských států Německého císařství viz Samostatné německé státy.

## Výmarská republika1918–1933

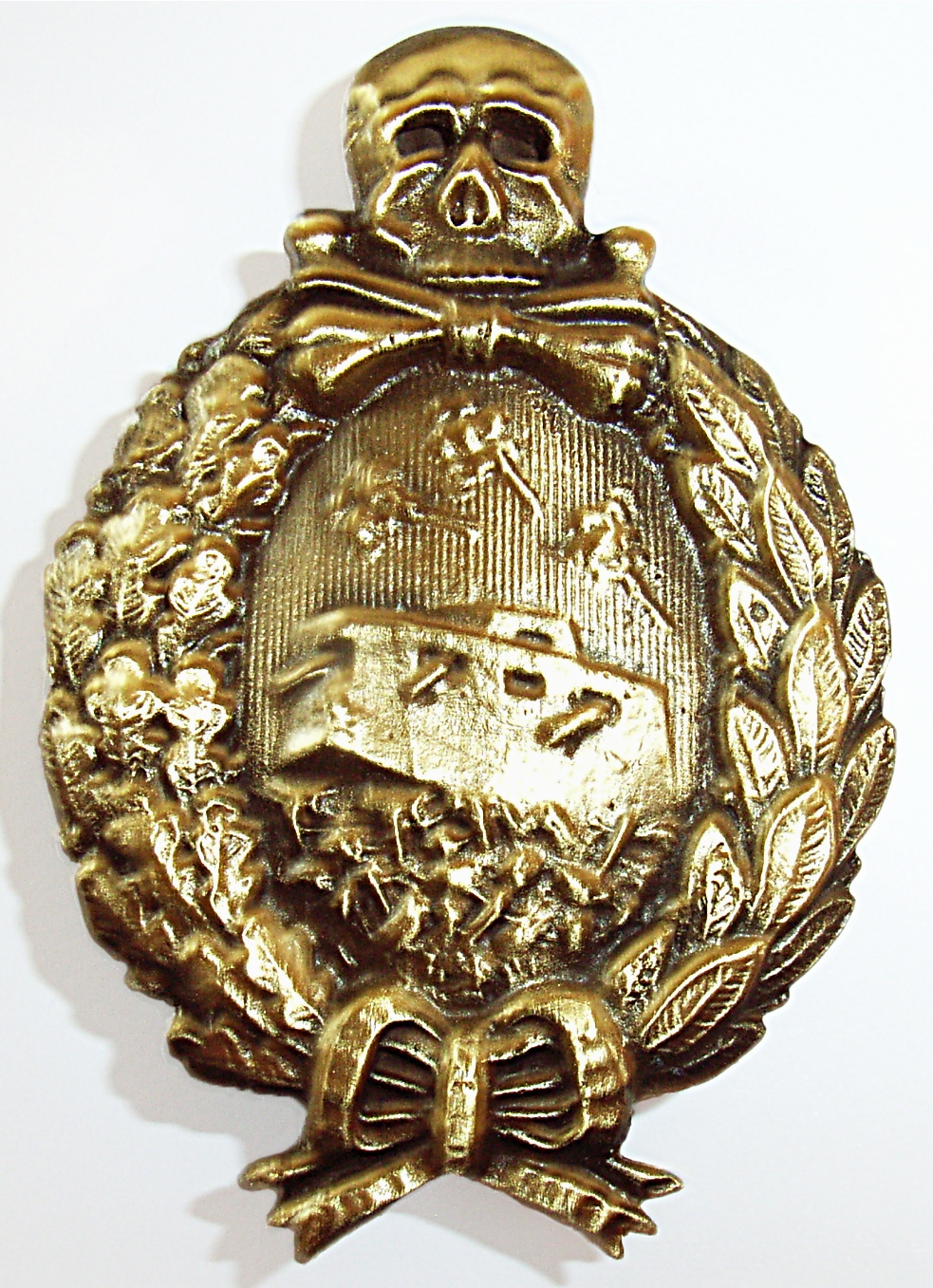
Památeční vyznamenání pro tankové osádky.

- Památeční vyznamenání pro posádku vzducholodě (Erinnerungsabzeichen für die Besatzung der Luftschiffe) (1920)
- Památeční vyznamenání pro dřívější posádky německých tanků (Erinnerungsabzeichen für die ehemaligen Besatzungen deutscher Kampfwagen) (1921)
- Koloniální odznak (Kolonialabzeichen) (1922)

### Svobodný stát Anhaltsko
- Medaile Za záchranu (Rettungsmedaille) (1925)
- Památeční odznak požárních sborů (Feuerwehr-Erinnerungsabzeichen) (1926)
- Pracovní služební vyznamenání (Arbeitsdienst-Erinnerungszeichen) (1933)

### Bádenská republika
- Vyznamenání požárních sborů (Feuerwehr-Ehrenzeichen) (1920)
- Státní medaile (Staatsmedaille) (1927)

### Svobodný stát Bavorsko

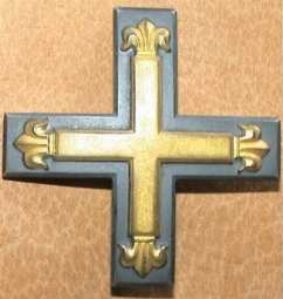
Baltský kříž.

- Vyznamenání požárních sborů (Feuerwehr-Ehrenzeichen) (1920)
- Vyznamenání Za skvělé výkony v protipožární službě (Ehrenzeichen für hervorragende Leistungen im Feuerwehrdienst) (1920)
- Záslužný kříž požárních sborů (Feuerwehr-Verdienstkreuz) (1927)
- Medaile Za záchranu (Rettungsmedaille)

### Svobodný stát Durynsko
- Medaile Za záchranu (Rettungsmedaille) (1926)

### Lidový stát Hesensko
- Vyznamenání požárních sborů Za věrnou službu (Feuerwehr-Ehrenzeichen für Treue Dienste) (1922)

### Svobodný stát Lippe

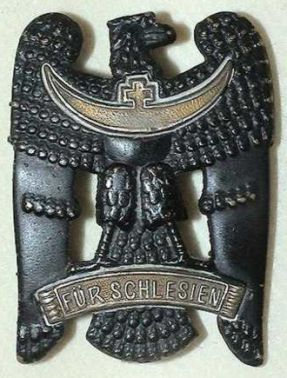
Slezská orlice, 1. stupeň.

- Medaile Za záchranu (Rettungsmedaille) (1925)
- Státní medaile (Staatsmedaille) (1926)
- Památeční odznak Za zásluhy o požárnictvo (Erinnerungszeichen für Verdienste um das Feuerlöschwesen) (1927)

### Svobodný stát Meklenbursko-Střelicko
- Medaile Za záchranu (Rettungsmedaille) (1922)
- Medaile Za umění a vědu (Medaille für Kunst und Wissenschaft) (1928)

### Svobodný stát Meklenbursko-Zvěřínsko
- Medaile Za záchranu (Rettungsmedaille) (1926)

### Svobodný stát Oldenbursko
- Medaile Za zásluhy o požárnictvo (Medaille für Verdienste im Feuerlöschwesen) (1928)

### Svobodný stát Schaumburg-Lippe

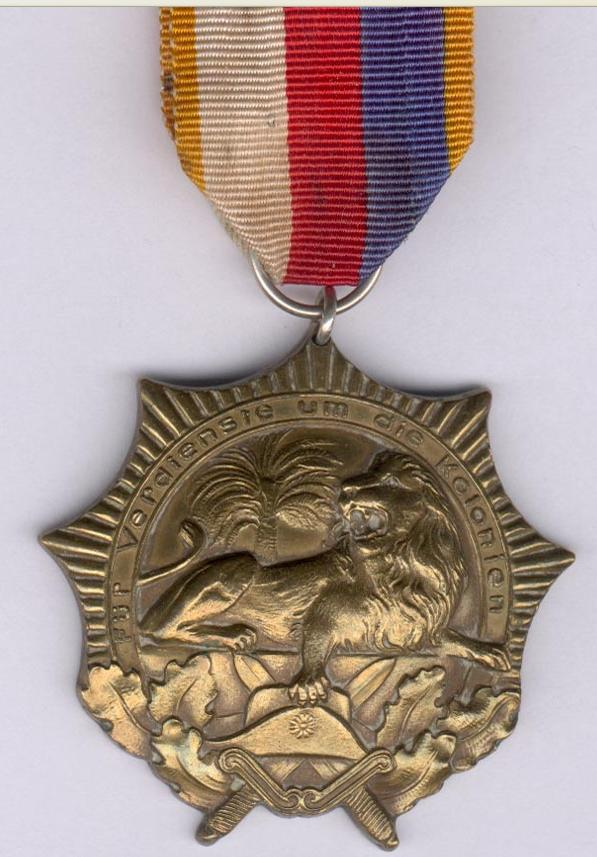
Řád lva, bronz.

- Vyznamenání požárních sborů (Feuerwehr-Ehrenzeichen) (1924)

### Svobodný stát Waldeck
- Památeční odznak požárních sborů (Feuerwehr-Erinnerungszeichen) (1927)

### Lidový stát Württembersko
- Vyznamenání požárních sborů (Feuerwehrdienst-Ehrenzeichen) (1919/25)
- Medaile jubilejního založení králem Karlem (Medaille der König-Karl-Jubiläumsstiftung) (1920)
- Medaile Za záchranu (Rettungsmedaille) (1924)

### Freikorps
- Baltský kříž (Baltenkreuz) (1919)
- Slezská orlice (Schlesischer Adler) (1919)

### Nestátní vyznamenání
- Řád lva (Löwenorden) (1922) uděloval Deutschen Kolonialkriegerbund
- Flanderský kříž (Flandernkreuz) (1921) uděloval Kamerdschaftsverband des "Marinekorps Flandern"
- Německá památeční medaile na světovou válku (Deutsche Ehrendenkmünze des Weltkriegs) (1921) uděloval Verband national gesinnter Soldaten
- Válečný čestný kříž (Kriegsehrenkreuz) (1925) uděloval Ehrenbund deutscher Weltkriegsteilnehmer

## Třetí říše1933–1945

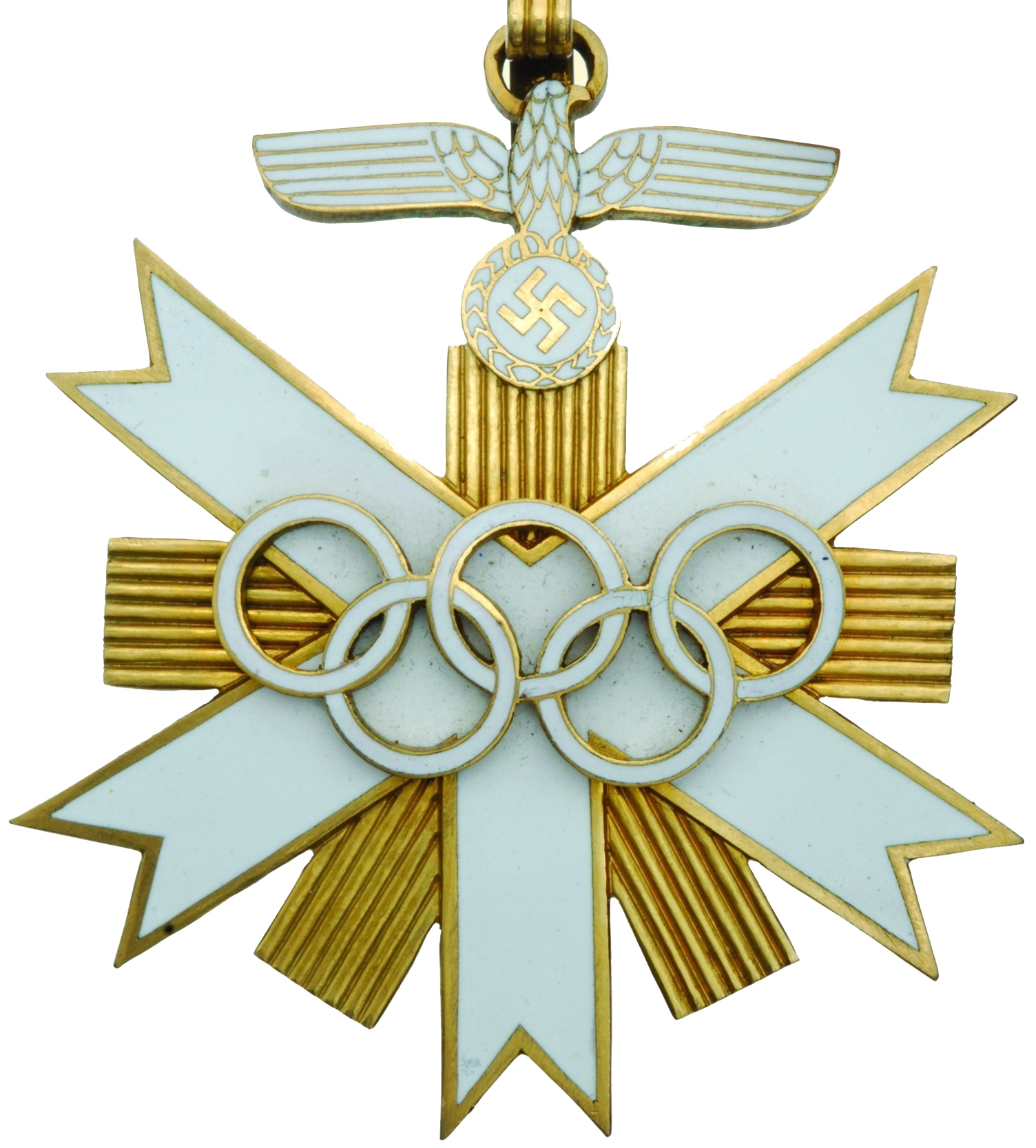
Olympijské vyznamenání.

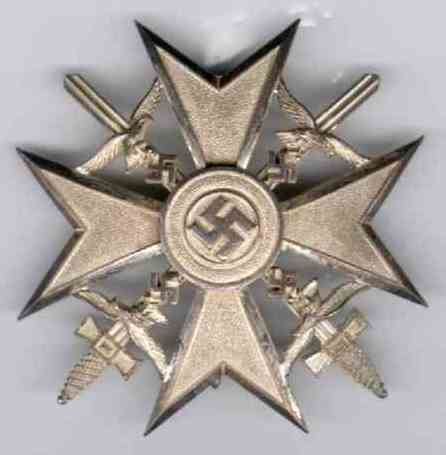
Španělský kříž.

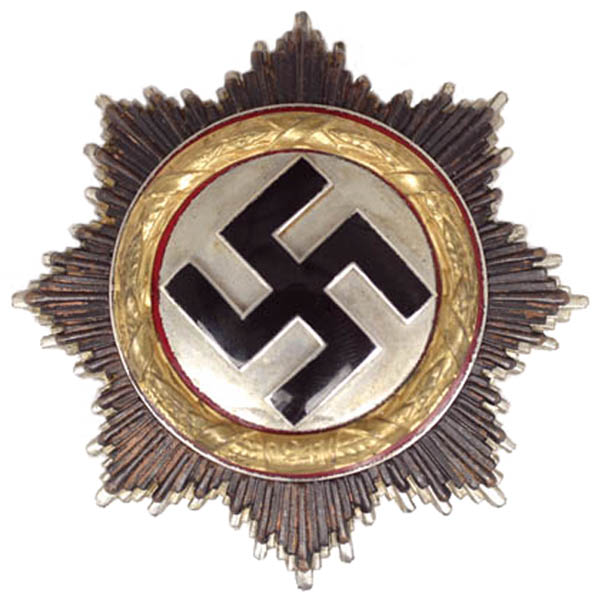
Německý kříž.

- Medaile za záchranu (Rettungsmedaille) (1933)
- Čestný kříž světové války (Ehrenkreuz des Weltkrieges) (1934)
- Olympijské vyznamenání (Olympia-Ehrenzeichen) (1936)
- Olympijská památeční medaile (Olympia-Erinnerungsmedaille) (1936)
- Vyznamenání požárních sborů (Feuerwehr-Ehrenzeichen) (1936)
- Vyznamenání důlní záchranné služby (Grubenwehr-Ehrenzeichen) (1936)
- Německý národní řád za umění a vědu (Deutscher Nationalorden für Kunst und Wissenschaft) (1937)
- Záslužný řád Německého orla (Verdienstorden vom Deutschen Adler) (1937)
- Čestný kříž německé matky (Ehrenkreuz der deutschen Mutter) (1938)
- Vyznamenání protiletecké obrany (Luftschutz-Ehrenzeichen) (1938)
- Medaile za Anschluss (Medaille zur Erinnerung an den 13. März 1938) (1938)
- Sudetská pamětní medaile (Medaille zur Erinnerung an den 1. Oktober 1938) (1938)
- Medaile za navrácení Memelu (Medaille zur Erinnerung an die Heimkehrer des Memellandes) (1939)
- Španělský kříž (Spanienkreuz) (1939)
- Čestný kříž pro přeživší německé bojovníky ve Španělsku (Ehrenkreuz für Hinterbliebene Deutscher Spanienkämpfer) (1939)
- Čestný kříž za péči o lid (Ehrenzeichen für deutsche Volkspflege) (1939)
- Vyznamenání německého obranného valu (Deutsches Schutzwall-Ehrenzeichen) (1939)
- Válečný záslužný kříž (Kriegsverdienstkreuz) (1939)
- Válečná záslužná medaile (Kriegsverdienstmedaille) (1939)
- Odznak za zranění (Verwundetenabzeichen) (1939)
- Železný kříž (Eiserne Kreuz) (1939)
- Německý kříž (Deutsches Kreuz) (1941)
- Medaile za východní frontu (Medaille Winterschlacht Im Osten) (1942)
- Vyznamenání Za statečnost a zásluhy pro příslušníky Ostvölku (Tapferkeits- und Verdienstauszeichnung für Angehörige der Ostvölker) (1942)
- Odznak motoristického osvědčení (Kraftfahrbewährungsabzeichen) (1942)
- Partyzánský bojový odznak (Bandenkampfabzeichen) (1944)
- Odznak odstřelovače (Scharfschützenabzeichen) (1944)
- Rukávové štítky nacistického Německa (Ärmelschilde)
- Rukávové pásky nacistického Německa (Ärmelbänder)

### Heer (armáda)

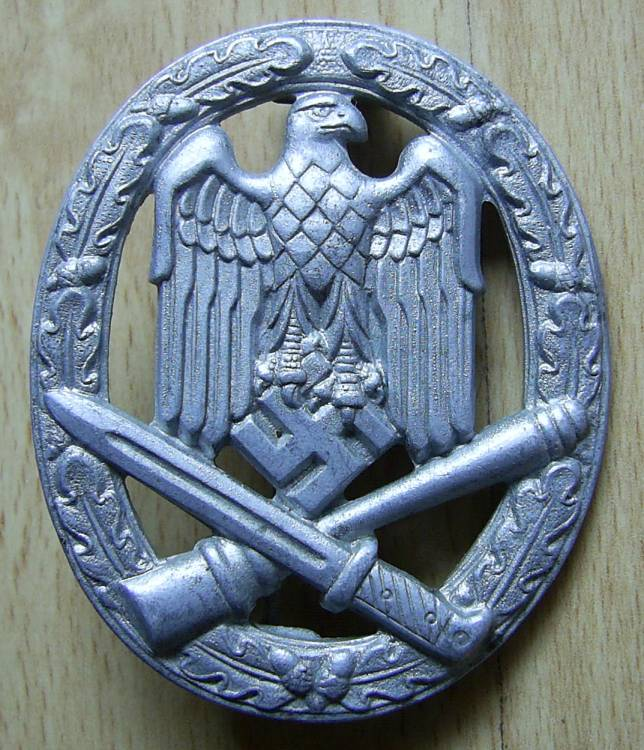
Všeobecný útočný odznak.

- Odznak pancéřových jednotek Legie Condor (Panzertruppenabzeichen der Legion Condor) (1936)
- Letecký odznak parašutisty (Fallschirmschützenabzeichen des Heeres) (1937)
- Útočný odznak pěchoty (Infanterie-Sturmabzeichen) (1939)
- Tankový bojový odznak (Panzerkampfabzeichen) (1939)
- Všeobecný útočný odznak (Allgemeines Sturmabzeichen) (1940)
- Armádní protiletecký odznak (Heeres-Flakabzeichen) (1941)
- Odznak za samostatné zničení tanku (Sonderabzeichen für das Niederkämpfen von Panzerkampfwagen durch Einzelkämpfer) (1942)
- Spona za boj zblízka (Nahkampfspange) (1942)
- Odznak balonového pozorovatele (Ballonbeobachterabzeichen) (1944)
- Odznak ničitele hloubkových letců (Tieffliegervernichterabzeichen) (1945)

### Luftwaffe (letectvo)

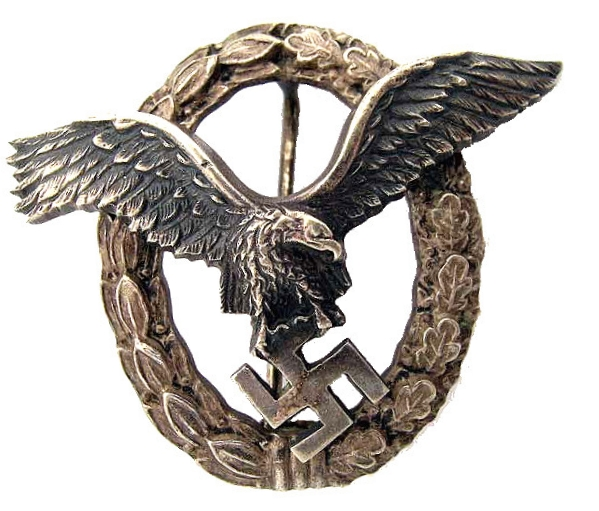
Letecký pilotní odznak.

- Letecký pilotní odznak (Flugzeugführerabzeichen) (1935)
- Letecký odznak pozorovatele (Beobachterabzeichen) (1935)
- Letecký odznak pilota a pozorovatele (Flugzeugführer- und Beobachterabzeichen) (1935)
- Letecký odznak střelce (Fliegerschützenabzeichen) (1935)
- Letecký odznak parašutisty (Fallschirmschützenabzeichen der Luftwaffe) (1936)
- Památeční letecký odznak (Flieger-Erinnerungsabzeichen) (1936)
- Odznak pilota větroně (Segelflugzeugführerabzeichen) (1940)
- Spona frontového letce (Frontflugspange) (1941)
- Protiletadlový dělostřelecký odznak letectva (Flak-Kampfabzeichen der Luftwaffe) (1941)
- Odznak pozemního boje letectva (Erdkampfabzeichen der Luftwaffe) (1942)
- Odznak námořního boje letectva (Seekampfabzeichen der Luftwaffe) (1944)
- Spona za boj zblízka letectva (Nahkampfspange der Luftwaffe) (1944)
- Odznak protitankového boje letectva (Panzerkampfabzeichen der Luftwaffe) (1944)

### Kriegsmarine (námořnictvo)

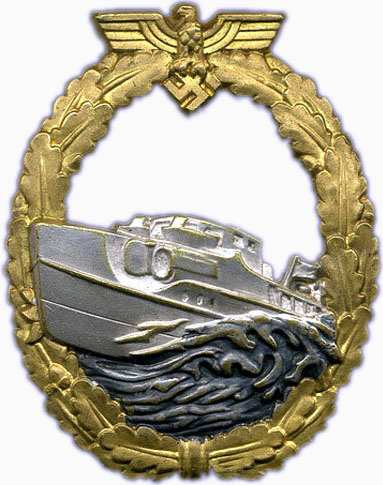
Válečný odznak torpédového člunu.

- Válečný ponorkový odznak (U-Boot-Kriegsabzeichen) (1939)
- Válečný odznak torpédoborce (Zerstörer-Kriegsabzeichen) (1940)
- Válečný odznak minohledačských, protiponorkových a zabezpečovacích svazů (Kriegsabzeichen für Minensuch-, U-Boot-Jagd- und Sicherungsverbände) (1940)
- Válečný odznak pomocného křižníku (Kriegsabzeichen für Hilfskreuzer) (1941)
- Válečný odznak loďstva (Flotten-Kriegsabzeichen) (1941)
- Válečný odznak torpédového člunu (Schnellboot-Kriegsabzeichen) (1941)
- Válečný odznak námořního dělostřelectva (Kriegsabzeichen für die Marineartillerie) (1941)
- Odznak lamače blokády (Abzeichen für Blockadebrecher) (1941)
- Válečný odznak malých bojových prostředků (Kampfabzeichen der Kleinkampfmittel) (1944)
- Osvědčující odznak malých bojových prostředků (Bewährungsabzeichen für Kleinkampfmittel) (1944)
- Frontová ponorková spona (U-Boot-Frontspange) (1944)
- Frontová námořní spona (Marine-Frontspange) (1944)

### Waffen SS (Ozbrojené SS)
- Germánská runa výkonnosti (Germanische Leistungsrune) (1943)

## Spolková republika Německo1949-současnost

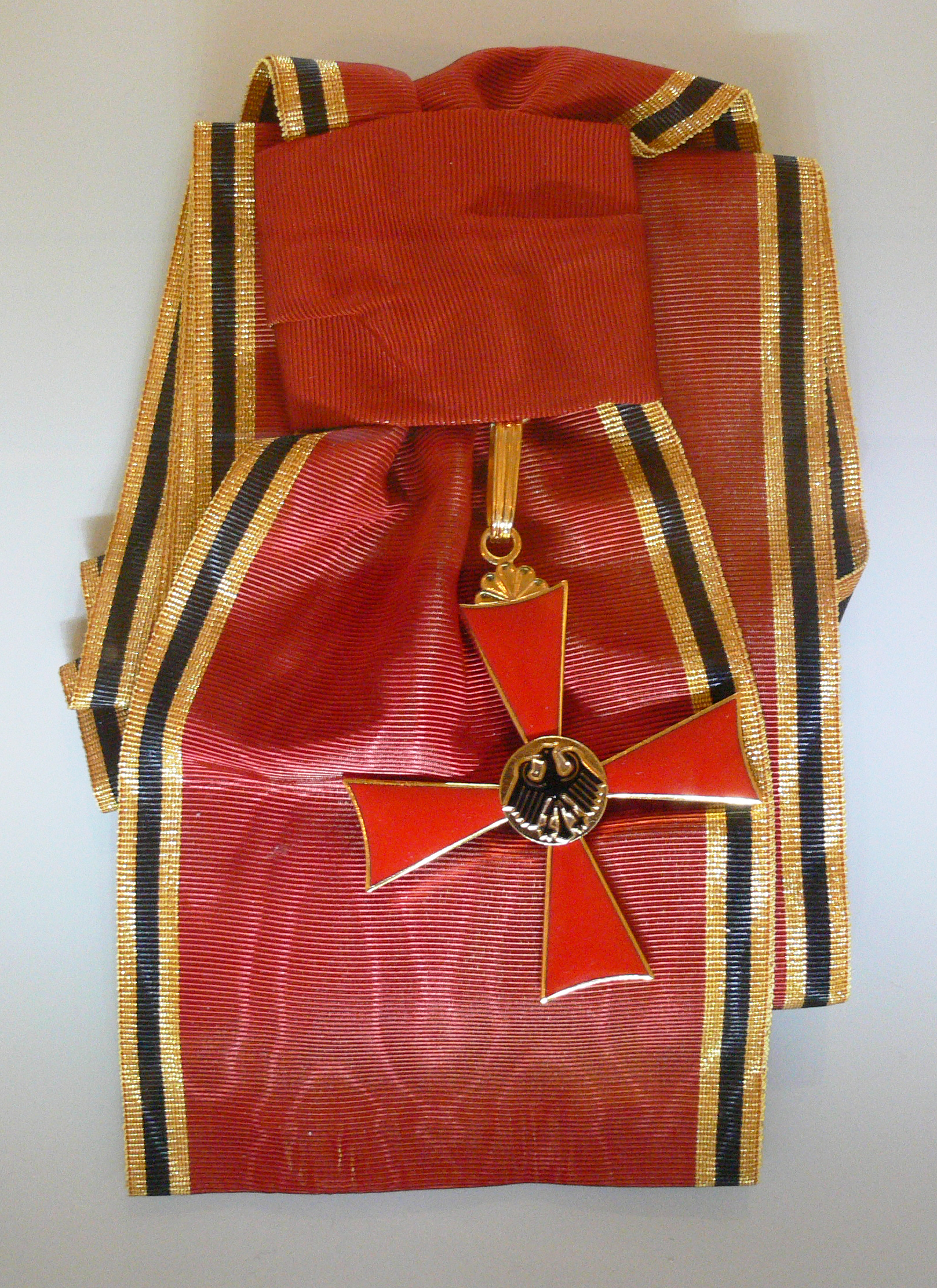
Spolkový záslužný kříž.

- Stříbrný vavřínový list (Silbernes Lorbeerblatt) (1950)
- Záslužný řád Spolkové republiky Německo[1] (Verdienstorden der Bundesrepublik Deutschland) (1951)
- Vyznamenání důlní záchranné služby (Grubenwehr-Ehrenzeichen) (1953)
- Zelterova plaketa (Zelter-Plakette) (1956)
- Plaketa Pro Musica (Pro-Musica-Plakette) (1968)
- Vyznamenání Technické podpory (Ehrenzeichen des Technischen Hilfswerks) (1975)
- Stříbrná medaile Za handicapovaný sport (Silbermedaille für den Behindertensport) (1978)
- Vyznamenání Bundeswehru (Ehrenzeichen der Bundeswehr) (1980)
- Eichendorffova plaketa (Eichendorff-Plakette) (1983)
- Sportovní plaketa (Sportplakette) (1984)
- Medaile Za účast na misích Bundeswehru (Einsatzmedaille der Bundeswehr) (1996)
- Medaile Za nasazení při protipovodňové pomoci (Einsatzmedaille Fluthilfe) (2002)

### Bádensko-Württembersko

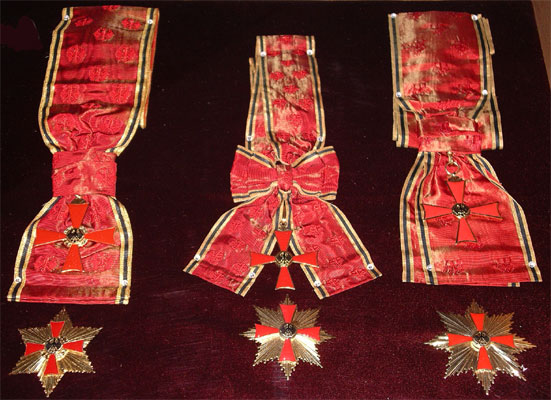
Velkokříž Záslužného řádu SRN.

- Vyznamenání požárních sborů (Feuerwehr-Ehrenzeichen) (1956)
- Záslužný řád země Bádensko-Württembersko (Verdienstorden des Landes Baden-Württemberg) (1974)
- Medaile Štaufů (Staufermedaille) (1977)
- Čestná jehlice země Bádensko-Württembersko (Ehrennadel des Landes Baden-Württemberg)
- Medaile Za záchranu (Rettungsmedaille)
- Státní medaile Za zemědělství a lesnictví (Staatsmedaille für Land- und Forstwirtschaft)
- Medaile Za ekonomiku (Wirtschaftsmedaille)
- Medaile svobodného pána vom Stein (Freiherr-vom-Stein-Medaille)

### Bavorsko

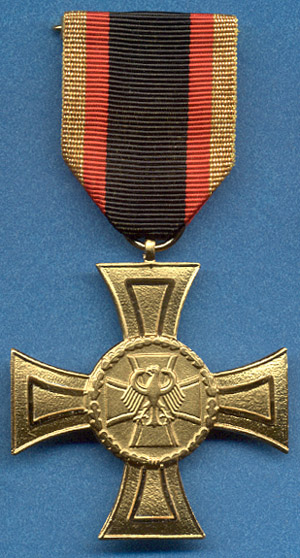
Zlatý čestný kříž Bundeswehru.

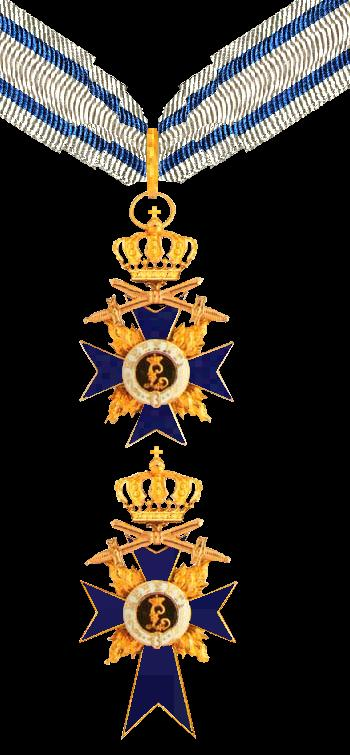
Vojenský záslužný řád, Bavorsko.

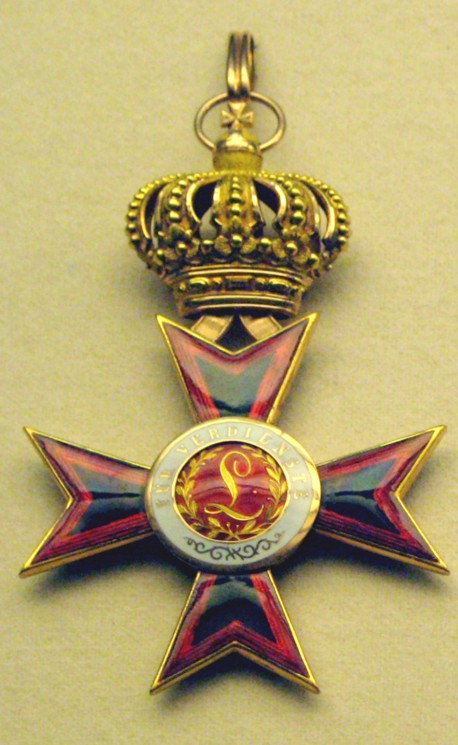
Řád Ludvíkův, Hesensko.

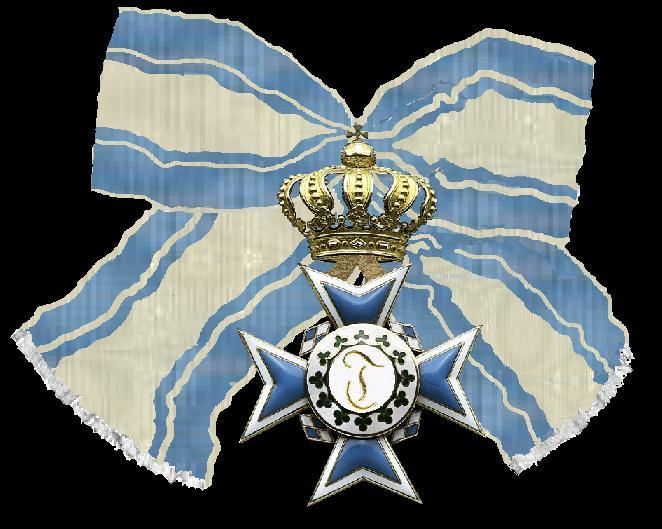
Řád Terezie, Bavorsko.

- Vyznamenání požárních sborů (Feuerwehr-Ehrenzeichen) (1920)
- Bavorský záslužný řád[1] (Bayerischer Verdienstorden) (1957)
- Vyznamenání Za zásluhy o bavorský Červený kříž (Ehrenzeichen für Verdienste um das Bayerische Rote Kreuz) (1957)
- Bavorská státní medaile Za sociální službu (Bayerische Staatsmedaille für soziale Verdienste) (1970)
- Bavorský Maxmiliánův řád pro vědu a umění (Bayerischer Maximiliansorden für Wissenschaft und Kunst) (obnoven 1981)
- Vyznamenání bavorského předsedy vlády (Ehrenzeichen des bayerischen Ministerpräsidenten) (1994)
- Bavorská státní medaile Za zásluhy o životní prostředí a zdravotnictví (Bayerische Staatsmedaille für Verdienste um Umwelt und Gesundheit) (2004)
- Medaile Za záchranu (Rettungsmedaille)

### Berlín
- Záslužný řád země Berlín (Verdienstorden des Landes Berlin) (1987)
- Medaile Za záchranu (Rettungsmedaille)
- Vyznamenání požárních sborů a krizového štábu (Feuerwehr- und Katastrophenschutz-Ehrenzeichen)
- Děkovná medaile Povodeň na Labi 2002 (Dankmedaille Elbeflut 2002)

### Braniborsko

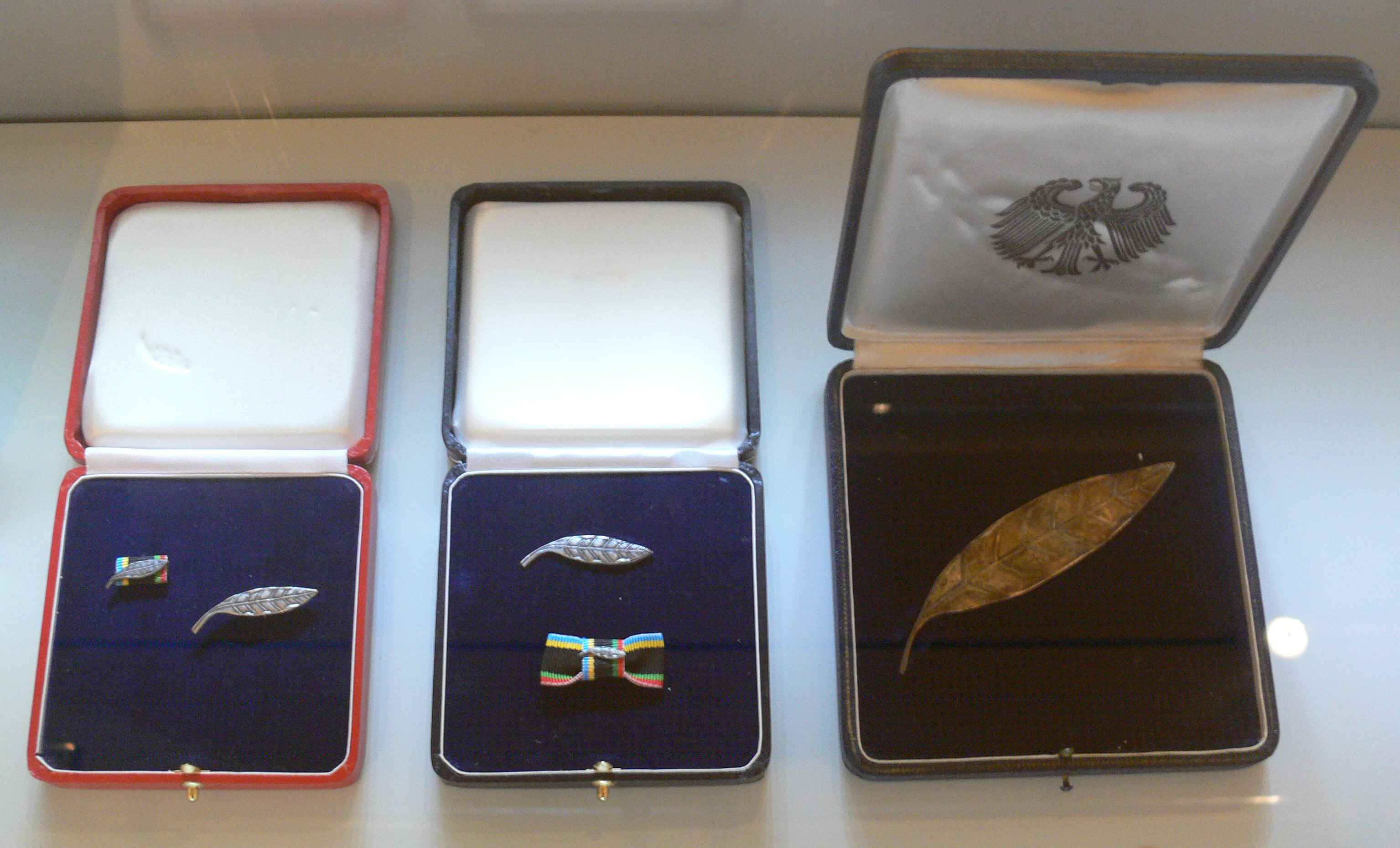
Stříbrný vavřínový list.

- Medaile Povodeň na Odře (Oderflut-Medaille) (1997)
- Medaile Povodeň na Labi (Elbeflut-Medaille) (2002)
- Záslužný řád země Braniborsko (Verdienstorden des Landes Brandenburg) (2004)
- Vyznamenání požárních sborů (Feuerwehr-Ehrenzeichen)
- Medaile Za věrnou službu ve sborech dobrovolných hasičů (Medaille für Treue Dienste in der Freiwilligen Feuerwehr)

### Brémy

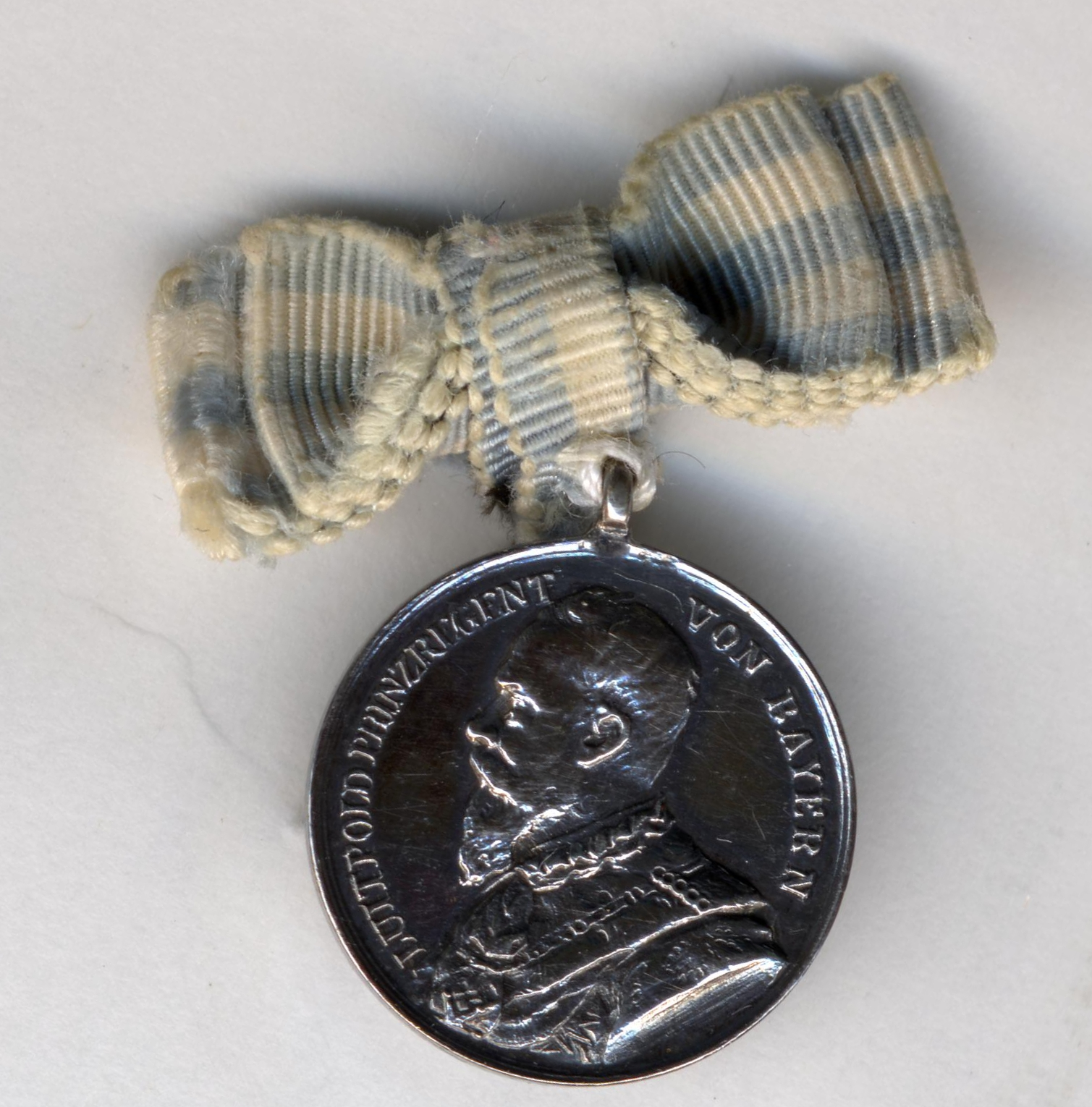
Medaile Za záchranu, Bavorsko.

- Brémská zlatá čestná medaile (Bremische Ehrenmedaille in Gold)
- Medaile Za záchranu života (Lebensrettungsmedaille)
- Medaile Za umění a vědu (Medaille für Kunst und Wissenschaft)
- Plaketa za skvělé výkony ve sportu (Plakette für hervorragende Leistungen im Sport)

### Dolní Sasko
- Dolnosaská zemská medaile (Niedersächsische Landesmedaille)
- Dolnosaský záslužný řád (Niedersächsischer Verdienstorden)
- Medaile Za záchranu (Rettungsmedaille)
- Vyznamenání Za zásluhy o požárnictvo (Ehrenzeichen für Verdienste im Feuerlöschwesen)
- Vzpomínková medaile při příležitosti přílivové povodně 1962 (Gedenkmedaille aus Anlass der Sturmflutkatastrophe 1962)
- Vzpomínková medaile při příležitosti lesního požáru v srpnu 1975 (Gedenkmedaille aus Anlass der Waldbrandkatastrophe im August 1975)
- Povodňová medaile při příležitosti letní povodně 2002 (Hochwasser-Medaille aus Anlass des Sommerhochwassers 2002)

### Durynsko

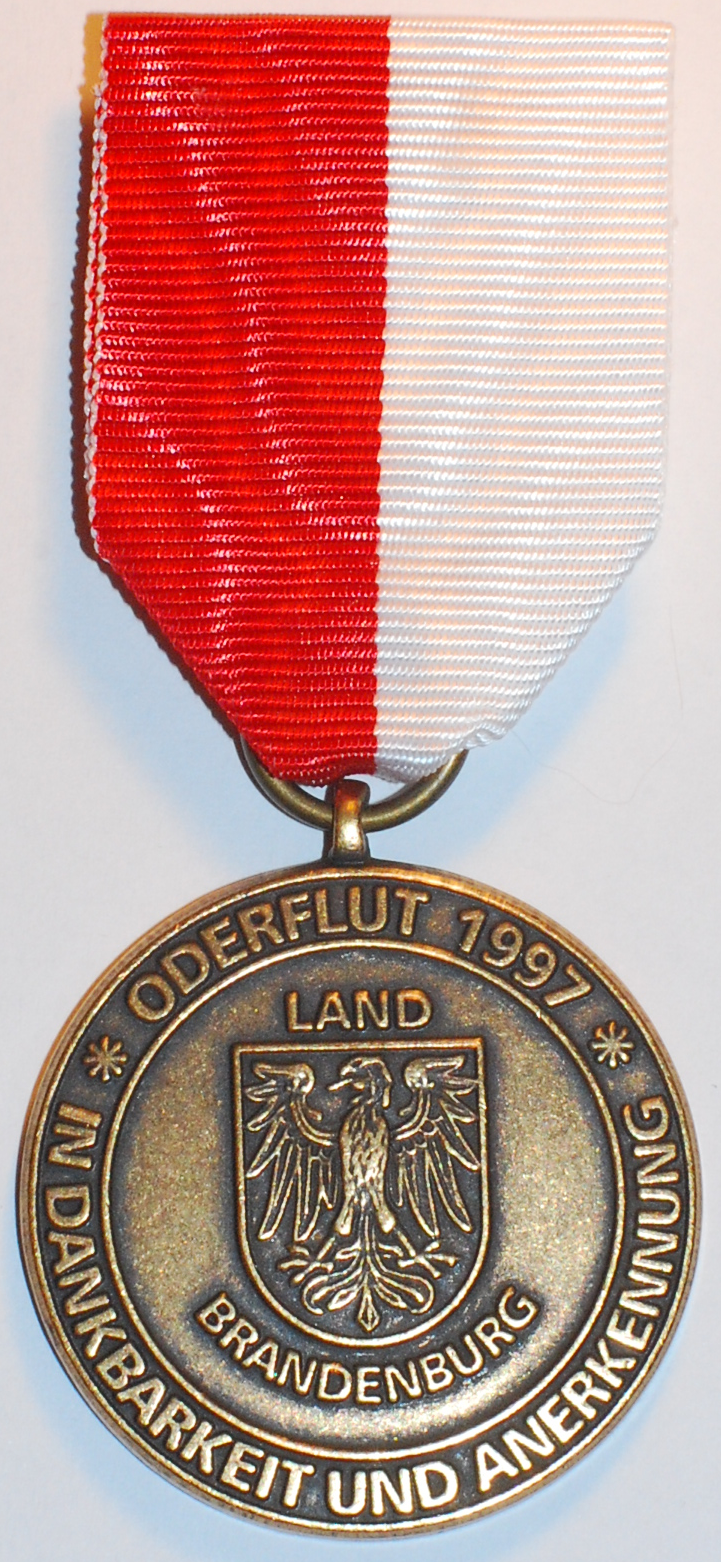
Medaile Povodeň na Odře, Braniborsko.

- Záslužný řád Svobodného státu Durynsko (Verdienstorden des Freistaats Thüringen) (2000)
- Medaile protipožární ochrany (Brandschutzmedaille) ()
- Vyznamenání za protipožární ochranu (Brandschutzehrenzeichen)
- Medaile Za záchranu (Rettungsmedaille)

### Hamburk
- Medaile starosty Stoltena (Bürgermeister-Stolten-Medaille) (1925)
- Medaile Za záchranu (Rettungsmedaille)
- Děkovná medaile (Přílivová povodeň 1962) (Dankmedaille (Sturmflutkatastrophe 1962))
- Děkovná medaile Přílivová povodeň 2002 (Dankmedaille Sturmflut 2002)
- Medaile Za věrnou práci ve službách lidu (Medaille für Treue Arbeit im Dienste des Volkes)
- Portugaleser (Portugaleser)

### Hesensko

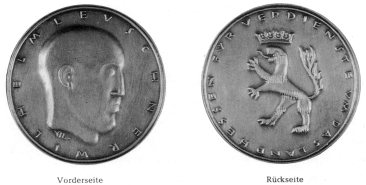
Medaile Wilhelma Leuschnera, Hesensko.

- Goetheho plaketa země Hesensko (Goethe-Plakette des Landes Hessen) (1949)
- Medaile Wilhelma Leuschnera (Wilhelm-Leuschner-Medaille) (1964)
- Čestný list země Hesensko (Ehrenbrief des Landes Hessen) (1973)
- Hesenský záslužný řád (Hessischer Verdienstorden) (1989)
- Hesenská medaile Za péči (Hessische Pflegemedaille) (2004)
- Medaile Za záchranu (Rettungsmedaille)
- Vyznamenání za protipožární ochranu (Brandschutzehrenzeichen)
- Sportovní plaketa země Hesensko (Sportplakette des Landes Hessen)
- Medaile Bernharda Christopha Fausta (Bernhard-Christoph-Faust-Medaille)
- Medaile krizového štábu (Katastrophenschutz-Medaille)
- Záslužná medaile krizového štábu (Katastrophenschutz-Verdienstmedaille)

### Meklenbursko-Přední Pomořansko
- Záslužný řád země Meklenbursko-Přední Pomořansko (Verdienstorden des Landes Mecklenburg-Vorpommern) (2001)
- Vyznamenání za protipožární ochranu (Brandschutzehrenzeichen)
- Medaile Za záchranu (Rettungsmedaille)

### Porýní-Falc

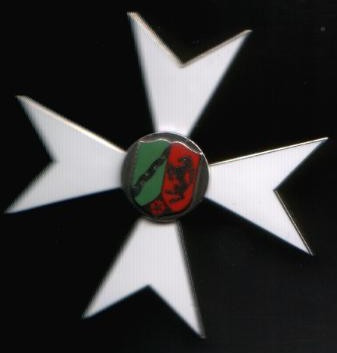
Záslužný řád země Severní Porýní-Vestfálsko.

- Záslužný řád země Porýní-Falc (Verdienstorden des Landes Rheinland-Pfalz) (1981)
- Záslužná medaile země Porýní-Falc (Verdienstmedaille des Landes Rheinland-Pfalz)
- Čestná jehlice země Porýní-Falc (Ehrennadel des Landes Rheinland-Pfalz)
- Služební odznak požárních sborů země Porýní-Falc (Feuerwehr-Leistungsabzeichen des Landes Rheinland-Pfalz)
- Medaile svobodného pána vom Stein (Freiherr-vom-Stein-Medaille)

### Sársko
- Sárský záslužný řád (Saarländischer Verdienstorden) (1974)
- Medaile Za záchranu (Rettungsmedaille) (1959)
- Vyznamenání požárních sborů (Feuerwehr-Ehrenzeichen )
- Medaile svobodného pána vom Stein (Freiherr-vom-Stein-Medaille) (1989)

### Sasko

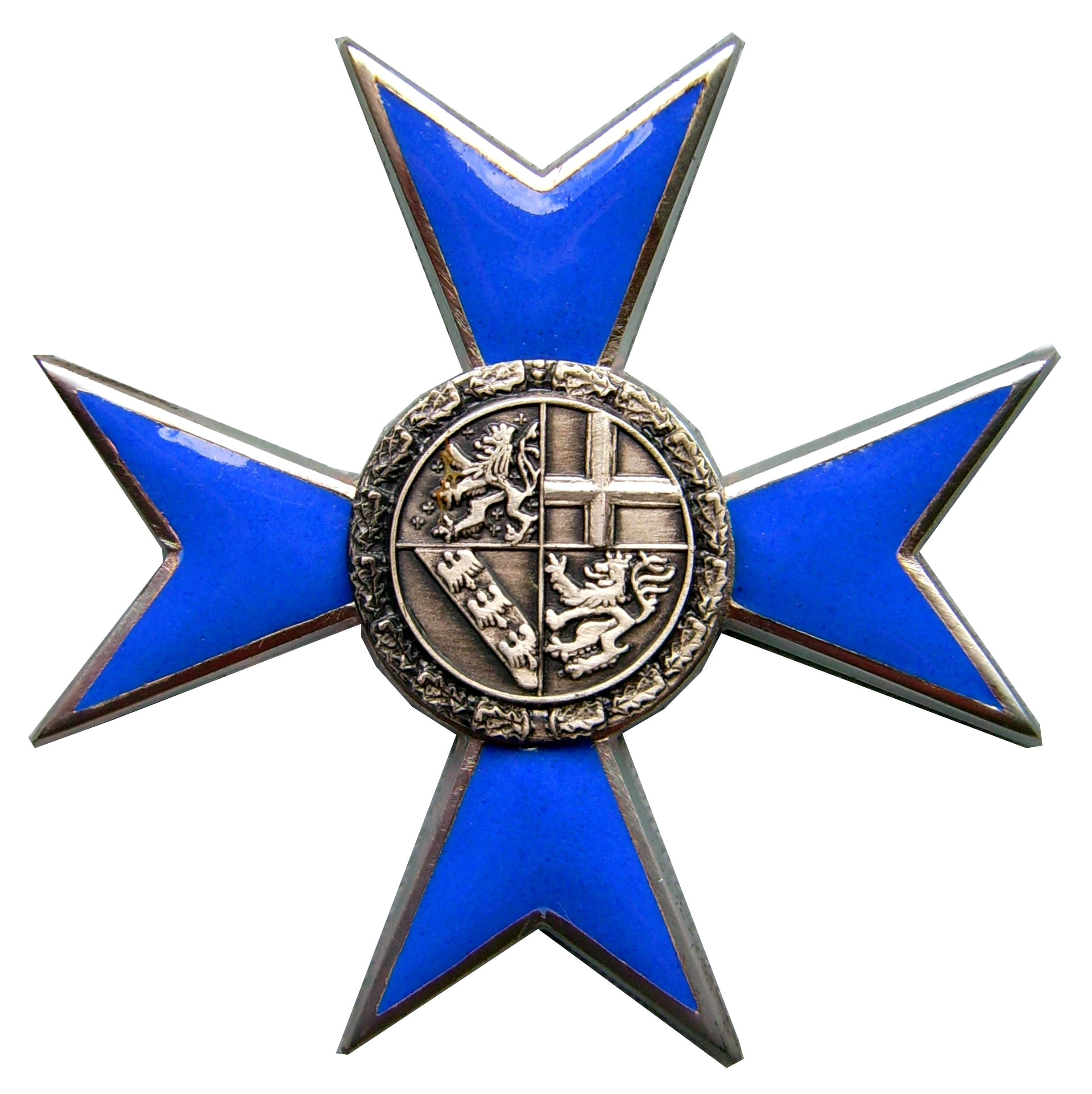
Sárský záslužný řád.

- Saský záslužný řád (Sächsischer Verdienstorden) (1997)
- Saská ústavní medaile (Sächsische Verfassungsmedaille) (1997)
- Řád za pomoc při povodních země Sasko 2002 (Fluthelferorden des Landes Sachsen 2002) (2002)
- Vyznamenání požárních sborů (Feuerwehr-Ehrenzeichen )
- Vzpomínková medaile při příležitosti lesního požáru ve Weißwasser v květnu/červnu 1992 (Gedenkmedaille aus Anlass der Waldbrandkatastrophe Weißwasser im Mai/Juni 1992)

### Sasko-Anhaltsko

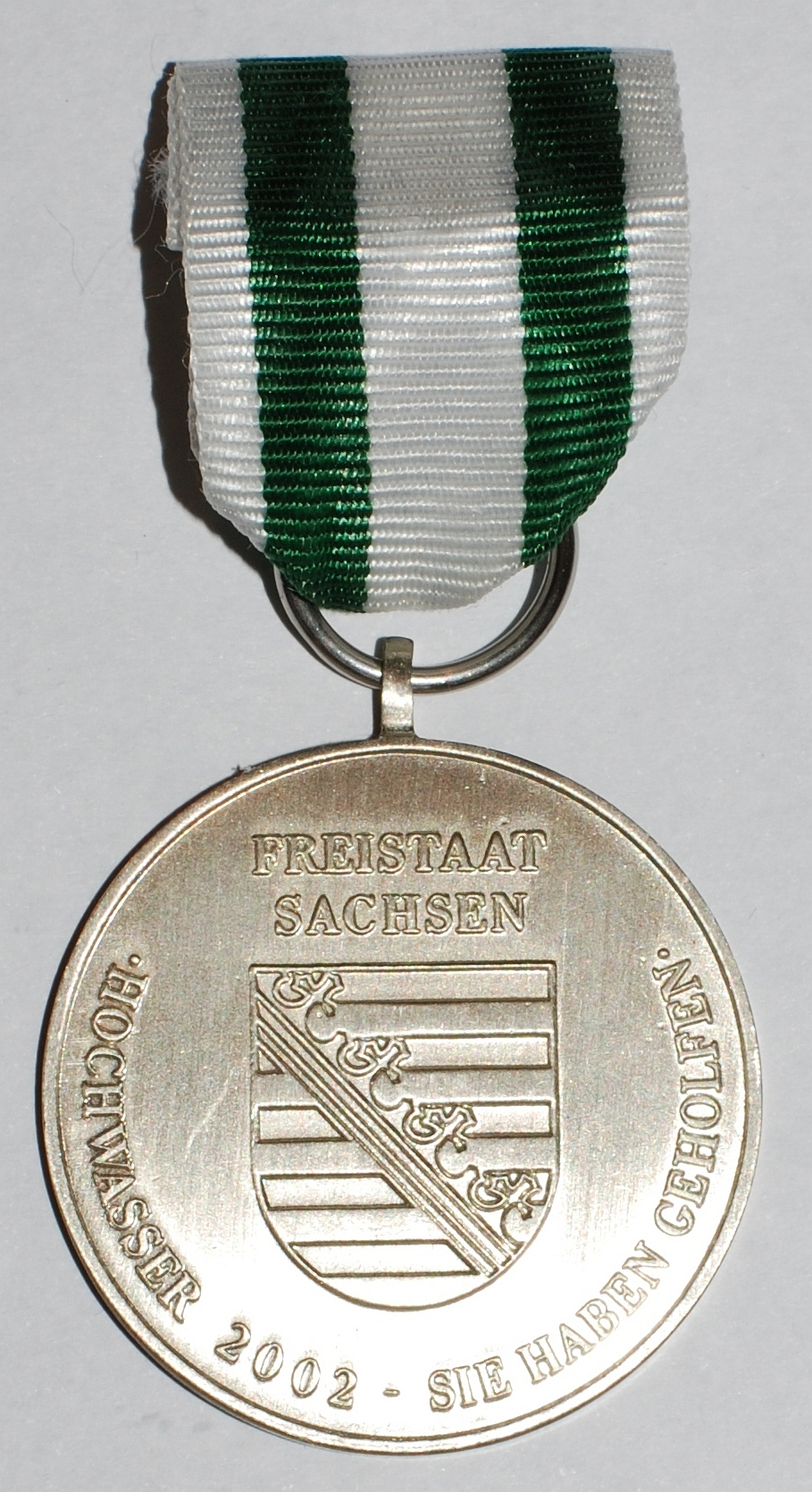
Řád za pomoc při povodních země Sasko 2002.

- Vyznamenání protipožární ochrany země Sasko-Anhaltsko (Brandschutzehrenzeichen des Landes Sachsen-Anhalt) (1993)
- Památeční odznak Povodeň Sasko-Anhaltsko 1994 (Erinnerungsabzeichen Hochwasser Sachsen-Anhalt 1994) (1994)
- Povodňová medaile země Sasko-Anhaltsko 2002 (Hochwasser-Medaille des Landes Sachsen-Anhalt 2002) (2002)
- Vyznamenání protipožární ochrany a krizového štábu země Sasko-Anhaltsko (Brandschutz- und Katastrophenschutz-Ehrenzeichen des Landes Sachsen-Anhalt) (2005)
- Záslužný řád země Sasko-Anhaltsko (Verdienstorden des Landes Sachsen-Anhalt) (2006)
- Čestná jehlice země Sasko-Anhaltsko (Ehrennadel des Landes Sachsen-Anhalt)
- Čestná hvězda zemského požárního svazu Saska-Anhaltska (Ehrenstern des Landesfeuerwehrverbandes Sachsen-Anhalt)
- Medaile Za záchranu (Rettungsmedaille)

### Severní Porýní-Vestfálsko
- Záslužný řád země Severní Porýní-Vestfálsko (Verdienstorden des Landes Nordrhein-Westfalen) (1986)
- Medaile Za záchranu (Rettungsmedaille)
- Vyznamenání požárních sborů (Feuerwehr-Ehrenzeichen )
- Vyznamenání krizového štábu (Katastrophenschutz-Ehrenzeichen)
- Medaile svobodného pána vom Stein (Freiherr-vom-Stein-Medaille)

### Šlesvicko-Holštýnsko
- Medaile svobodného pána vom Stein (Freiherr-vom-Stein-Medaille) (1957)
- Medaile Šlesvicka-Holštýnska (Schleswig-Holstein-Medaille) (1978)
- Medaile Za pomoc při povodni při příležitosti povodně na Labi 2002 (Fluthilfe-Medaille aus Anlass der Elbehochwassers 2002) (2002)
- Záslužný řád země Šlesvicko-Holštýnsko (Verdienstorden des Landes Schleswig-Holstein) (2008)
- Medaile Za záchranu (Rettungsmedaille)
- Vyznamenání za protipožární ochranu (Brandschutzehrenzeichen)
- Medaile přílivové povodně (Sturmflutmedaille)
- Medaile oslavy práce (Medaille für Arbeitsjubilare)
- Čestná jehlice země Šlesvicko-Holštýnsko (Ehrennadel des Landes Schleswig-Holstein)

## Německá demokratická republika1949–1990

### Řády
- Řád Karla Marxe[1] (Karl-Marx-Orden) (1953)
- Vlastenecký záslužný řád[1] (Vaterländischer Verdienstorden) (1954)
- Řád praporu práce[1] (Orden Banner der Arbeit) (1954)
- Řád přátelství mezi národy[1] (Orden der Völkerfreundschaft) (1959)
- Řád Blücherův (Blücher-Orden) (1965)
- Řád Scharnhorsta (Scharnhorst-Orden) (1966)
- Řád Za zásluhy o lid a vlast (Kampforden „Für Verdienste um Volk und Vaterland“) (1966)

### Státní ceny

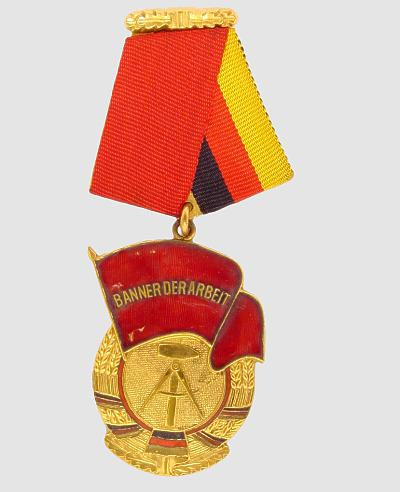
Řád praporu práce.

- Národní cena Německé demokratické republiky (Nationalpreis der Deutschen Demokratischen Republik) (1949)
- Cena Heinricha Greifa (Heinrich-Greif-Preis) (1951)
- Lessingova cena (Lessing-Preis) (1954)
- Cena za uměleckou lidovou tvorbu (Preis für künstlerisches Volksschaffen ) (1955)
- Cena Heinricha Heineho (Heinrich-Heine-Preis) (1956)
- Ćišinského cena (Cisinski-Preis) (1956)
- Medaile Johannese R. Bechera (Johannes-R.-Becher-Medaille) (1958)
- Umělecká cena NDR (Kunstpreis der Deutschen Demokratischen Republik) (1959)
- Cena Rudolfa Virchowa (Rudolf-Virchow-Preis) (1960)
- Cena Fridricha Engelse (Friedrich-Engels-Preis) (1970)
- Cena Theodora Körnera (Theodor-Körner-Preis) (1970)
- Cena za architekturu NDR (Architekturpreis der DDR) (1976)

### Státní medaile

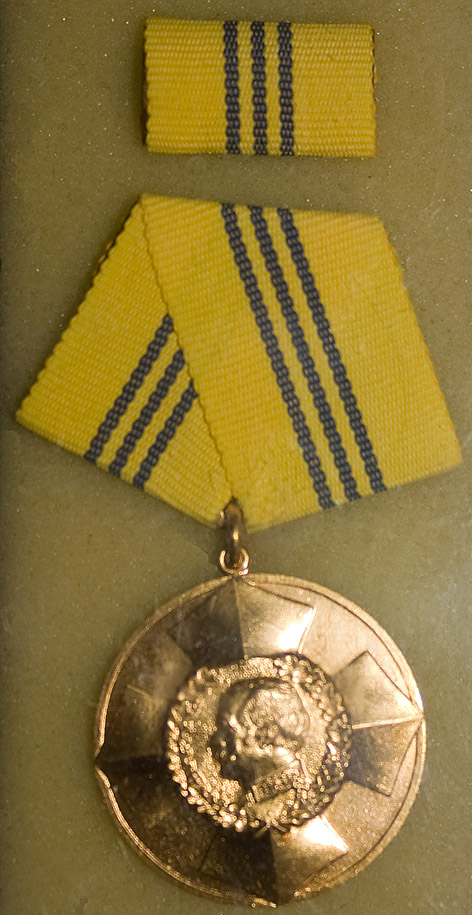
Řád Blücherův.

- Vyznamenání německé lidové policie (Ehrenzeichen der Deutschen Volkspolizei) (1949)
- Medaile Za zásluhy o důlní záchranu (Medaille für Verdienste um das Grubenrettungswesen) (1951)
- Medaile Za skvělé výkony ve službě pro Německo (Medaille für hervorragende Leistungen im Dienst für Deutschland) (1952)
- Medaile Za vzornou službu na hranicích (Medaille für vorbildlichen Grenzdienst) (1953)
- Medaile Za vynikajíci výkony (Medaille für ausgezeichnete Leistungen) (1953)
- Medaile Clary Zetkinové (Clara-Zetkin-Medaille) (1954)
- Medaile Carla Friedricha Wilhelma Wandlera (Carl-Friedrich-Wilhelm-Wandler-Medaille) (1954)
- Služební odznak německé pohraniční policie (Leistungsabzeichen der Deutschen Grenzpolizei) (1954)
- Služební odznak kasernované lidové policie (Leistungsabzeichen der Kasernierten Volkspolizei) (1954)
- Medaile Za věrnou službu v kasernované lidové policii (Medaille für treue Dienste in der Kasernierten Volkspolizei) (1954)
- Medaile Za záchranu (Rettungsmedaille) (1954)
- Medaile Za boj s povodněmi v červenci 1954 (Medaille zur Bekämpfung der Hochwasserkatastrophe im Juli 1954) (1954)
- Medaile Za věrnou službu v německé lidové policii (Medaille für treue Dienste in der Deutschen Volkspolizei) (1955)
- Medaile Hanse Beimlera (Hans-Beimler-Medaille) (1956)
- Záslužná medaile Národní lidové armády (Verdienstmedaille der Nationalen Volksarmee) (1956)
- Služební odznak Národní lidové armády (Leistungsabzeichen der Nationalen Volksarmee) (1956)
- Medaile Za věrnou službu v Národní lidové armádě (Medaille für treue Dienste in der Nationalen Volksarmee) (1956)
- Záslužná medaile Německé říšské dráhy (Verdienstmedaille der Deutschen Reichsbahn) (1956)
- Medaile Za věrnou službu v Německé říšské dráze (Medaille für treue Dienste bei der Deutschen Reichsbahn) (1956)
- Pestalozziho medaile Za věrnou službu (Pestalozzi-Medaille für treue Dienste) (1956)
- Medaile Za vynikající výkony v hospodářské soutěži (Medaille für ausgezeichnete Leistungen im Wettbewerb) (1957)
- Medaile Za nezištné nasazení v boji s katastrofami (Medaille für selbstlosen Einsatz bei der Bekämpfung von Katastrophen) (1957)
- Medaile Za účast na ozbrojených bojích německé dělnické třídy v letech 1918-1923 (Medaille für die Teilnahme an den bewaffneten Kämpfen der deutschen Arbeiterklasse in den Jahren 1918 bis 1923) (1957)
- Medaile pro bojovníka proti fašismu 1933-1945 (Medaille für Kämpfer gegen den Faschismus 1933 bis 1945) (1958)
- Hufelandova medaile (Hufeland-Medaille) (1958)
- Medaile Za věrnou službu v ozbrojených útvarech ministerstva vnitra (Medaille für treue Dienste in den bewaffneten Organen des Ministeriums des Innern) (1959)
- Medaile Za věrnou službu v dobrovolném hasičstvu (Medaille für treue Dienste in der Freiwilligen Feuerwehr ) (1959)
- Medaile Za vynikající výkony v zemědělských výrobních družstvech (Medaille für ausgezeichnete Leistungen in landwirtschaftlichen Produktionsgenossenschaften) (1959)
- Záslužná medaile NDR (Verdienstmedaille der DDR) (1959)
- Medaile Za vynikající výkony v ozbrojených útvarech ministerstva vnitra (Medaille für ausgezeichnete Leistungen in den bewaffneten Organen des Ministeriums des Innern) (1959)
- Medaile Dr. Theodora Neubauera (Dr.-Theodor-Neubauer-Medaille) (1959)
- Medaile Za věrnou službu Německé pošty (Treuedienstmedaille der Deutschen Post) (1960)
- Záslužná medaile bojových sborů dělnické třídy (Verdienstmedaille der Kampfgruppen der Arbeiterklasse) (1961)
- Služební odznak pohraničních jednotek (Leistungsabzeichen der Grenztruppen) (1962)
- Medaile Za věrnou službu v civilní letecké dopravě (Medaille für treue Dienste in der zivilen Luftfahrt) (1962)
- Medaile Za věrnou službu v námořní a vnitrozemské plavbě (Medaille für treue Dienste in der Seeverkehrswirtschaft und der Binnenschiffahrt) (1965)
- Památeční medaile 20. výročního dne demokratické pozemkové reformy (Erinnerungsmedaille 20. Jahrestag – demokratische Bodenreform) (1965)
- Medaile Za zásluhy v soudnictví (Medaille für Verdienste in der Rechtspflege) (1965)
- Medaile Za věrnou službu v bojových sborech dělnické třídy (Medaille für treue Dienste in den Kampfgruppen der Arbeiterklasse) (1965)
- Medaile Za vynikající výkony v bojových sborech dělnické třídy (Medaille für ausgezeichnete Leistungen in den Kampfgruppen der Arbeiterklasse) (1965)
- Medaile spojenectví (Medaille der Waffenbrüderschaft) (1966)
- Záslužná medaile orgánů ministerstva vnitra (Verdienstmedaille der Organe des Ministeriums des Innern) (1966)
- Záslužná medaile Celní správy NDR (Verdienstmedaille der Zollverwaltung der DDR) (1967)
- Medaile Za věrnou službu v Celní správě NDR (Medaille für treue Dienste in der Zollverwaltung der DDR) (1967)
- Medaile Za zásluhy o protipožární ochranu (Medaille für Verdienste im Brandschutz) (1968)
- Medaile za skvělé výkony v činnosti Messe der Meister von Morgen (Medaille für hervorragende Leistungen in der Bewegung Messen der Meister von Morgen) (1969)
- Medaile Za tělesnou výchovu a sport v NDR (Medaille für Körperkultur und Sport der DDR) (1969)
- Medaile Karla Liebknechta (Karl-Liebknecht-Medaille) (1970)
- Záslužná medaile Civilní obrany (Verdienstmedaille der Zivilverteidigung) (1970)
- Záslužná medaile Německé pošty (Verdienstmedaille der Deutschen Post) (1970)
- Medaile Za vzorný učňovský kolektiv v socialistické pracovní soutěži (Medaille Vorbildliches Lehrlingskollektiv im sozialistischen Berufswettbewerb ) (1970)
- Medaile Za velmi dobré výkony v socialistické pracovní soutěži (Medaille Für sehr gute Leistungen im sozialistischen Berufswettbewerb) (1970)
- Medaile Za zásluhy v energetice NDR (Medaille für Verdienste in der Energiewirtschaft der DDR) (1971)
- Medaile Za zásluhy v uhelném průmyslu NDR (Medaille für Verdienste in der Kohleindustrie der DDR) (1972)
- Medaile Za skvělé výkony ve stavebnictví NDR (Medaille für hervorragende Leistungen im Bauwesen der DDR) (1972)
- Medaile Za zásluhy v lidové kontrole NDR (Medaille für Verdienste in der Volkskontrolle der DDR) (1973)
- Medaile Za věrnou službu ve zdravotnictví a sociálních věcích (Medaille für treue Dienste im Gesundheits- und Sozialwesen) (1973)
- Medaile Za dlouholeté plnění povinností k posílení obrany NDR (Medaille für langjährige Pflichterfüllung zur Stärkung der Landesverteidigung der DDR) (1974)
- Medaile vynikajícího folklórního kolektivu NDR (Medaille ausgezeichnetes Volkskunstkollektiv der DDR) (1974)
- Medaile Za zásluhy v umělecké lidové tvorbě NDR (Medaille für Verdienste im künstlerischen Volksschaffen der DDR) (1974)
- Medaile Za skvělé výkony v hornictví a energetice NDR (Medaille für hervorragende Leistungen im Bergbau und in der Energiewirtschaft der DDR) (1975)
- Medaile Za skvělé výkony v metalurgii NDR (Medaille für hervorragende Leistungen in der Metallurgie der DDR) (1975)
- Medaile Za skvělé výkony v chemickém průmyslu NDR (Medaille für hervorragende Leistungen in der Chemischen Industrie der DDR) (1975)
- Medaile Za skvělé výkony v kovozpracujícím průmyslu NDR (Medaille für hervorragende Leistungen in der metallverarbeitenden Industrie der DDR) (1975)
- Medaile Za skvělé výkony v lehkém a potravinářském průmyslu NDR (Medaille für hervorragende Leistungen in der Leicht-, Lebensmittel- und Nahrungsgüterindustrie der DDR) (1975)
- Medaile Za skvělé výkony v dopravě NDR (Medaille für hervorragende Leistungen im Verkehrswesen der DDR) (1975)
- Medaile Za skvělé výkony v obchodu NDR (Medaille für hervorragende Leistungen im Handel der DDR) (1975)
- Medaile Za skvělé výkony v oblasti domácích a komunálních služeb NDR (Medaille für hervorragende Leistungen im Bereich der haus- und kommunalwirtschaftlichen Dienstleistungen der DDR) (1975)
- Medaile Za skvělé výkony ve vodohospodářství NDR (Medaille für hervorragende Leistungen in der Wasserwirtschaft der DDR) (1975)
- Humboldtova medaile (Humboldt-Medaille) (1975)
- Medaile Za skvělé výkony v zemědělských výrobních družstvech NDR (Medaille für hervorragende Leistungen in landwirtschaftlichen Produktionsgenossenschaften der DDR) (1977)
- Medaile Za skvělé výkony v zemědělství a lesnictví NDR (Medaille für hervorragende Leistungen in der Land- und Forstwirtschaft der DDR) (1977)
- Medaile Za věrnou službu v civilní obraně NDR (Medaille für treue Dienste in der Zivilverteidigung der DDR) (1977)
- Medaile Za věrné plnění povinností v civilní obraně NDR (Medaille für treue Pflichterfüllung in der Zivilverteidigung der DDR) (1977)
- Záslužná medaile pohraničních jednotek NDR (Verdienstmedaille der Grenztruppen der DDR) (1977)
- Medaile Za věrnou službu v pohraničních jednotkách NDR (Medaille für treue Dienste in den Grenztruppen der DDR) (1977)
- Medaile k 30. výročnímu dni založení NDR (Medaille 30. Jahrestag der Gründung der DDR) (1978)
- Medaile Helen Wiegelové (Helene-Weigel-Medaille) (1980)
- Medaile Za skvělé výkony ve finančnictví NDR (Medaille für hervorragende Leistungen im Finanzwesen der DDR)
- Medaile Za skvělé výkony v národohospodářském plánování NDR (Medaille für hervorragende Leistungen in der Volkswirtschaftsplanung der DDR)
- Medaile Za skvělé výkony v Národní lidové armádě (Medaille für hervorragende Dienste in der Nationalen Volksarmee)
- Vojenský záslužný řád NDR (Militärischer Verdienstorden der DDR)
- Vojenská záslužná medaile NDR (Militärische Verdienstmedaille der DDR)

## Samostatné německé státy

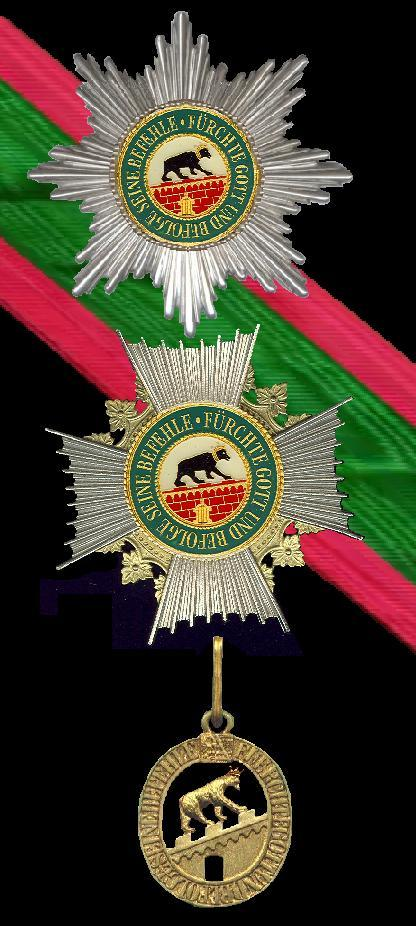
Řád Albrechta Medvěda, Anhalt.

### Anhaltsko
- Domácí řád Albrechta Medvěda[1] (Hausorden Albrechts des Bären) (1836)
- Záslužné vyznamenání Za záchranu v nebezpečí (Verdienstehrenzeichen für Rettung aus Gefahr) (1850)
- Pamětní odznak za 50letou věrnou službu (Denkzeichen für fünfzigjährige Diensttreue) (1864)
- Medaile na památku (Medaille Zur Erinnerung) (1867)
- Záslužný řád Za vědu a umění[1] (Verdienstorden für Wissenschaft und Kunst) (1873)
- Vyznamenání pro členy požárních sborů (Ehrenzeichen für Mitglieder der Feuerwehren) (1888)
- Vyznamenání Za věrnost v práci (Ehrenzeichen für Treue in der Arbeit) (1892)
- Památeční kříž Za dlouholetou věrnou službu ženského služebnictva (Erinnerungskreuz für langjährige Diensttreue Weiblicher Dienstboten) (1894)
- Památeční medaile k 25letému výročí vlády 1896 (Erinnerungsmedaille zum 25-jährigen Regierungsjubiläum 1896) (1896)
- Památeční odznak k 90. narozeninám vévodkyně-vdovy Fridrichy Anhaltsko-Bernburské (Erinnerungsabzeichen an den 90. Geburtstag der Herzogin-Witwe Friedericke zu Anhalt-Bernburg ) (1901)
- Vyznamenání porodní asistentky (Ehrenzeichen für Hebammen) (1906)
- Kříž Fridrichův (Friedrich-Kreuz) (1914)
- Mariánský kříž (Marien-Kreuz) (1918)
- Služební odznak (Dienstauszeichnung)

### Anhaltsko-Bernbursko

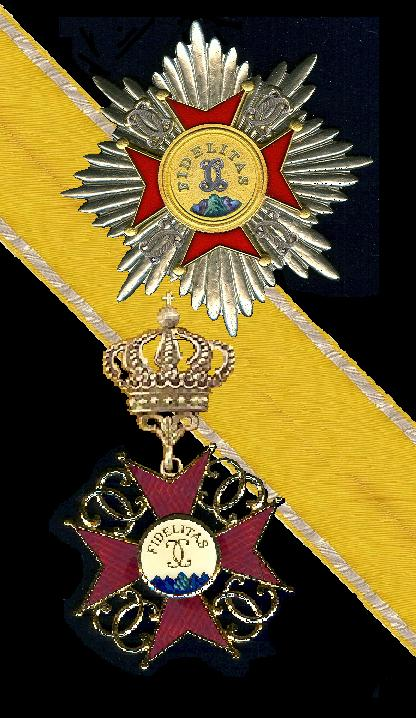
Domácí řád věrnosti, Bádensko.

- Válečný pamětní odznak 1814-1815 (Kriegsdenkzeichen für 1814–1815) (1818)
- Medaile Za padesátiletou věrnou službu (Medaille für fünfzigjährige Diensttreue) (1835)
- Služební odznak (Dienstauszeichnungen) (1847)
- Pamětní medaile Alexandra Karla (Alexander-Carl-Denkmünze) (1853)
- Medaile Za zásluhy v umění a vědě (Medaille für Verdienste um Kunst und Wissenschaft) (1856)

### Anhaltsko-Desavsko
- Kříž za polní tažení 1813-1815 (Feldzugs-Kreuz für 1813–1815) (1823)
- Služební vyznamenání (Dienstauszeichnungen) (1848)
- Kříž služebního vyznamenání pro důstojníky (Dienstauszeichnungskreuz für Offiziere) (1848)

### Anhaltsko-Köthensko
- Řád Za zásluhy (Orden des Verdienstes) (1811)
- Válečná pamětní medaile 1813/1814/1815 (Kriegsdenkmünze für 1813/1814/1815) (1815)
- Medaile Za zásluhy, oddanost a věrnost (Medaille für Verdienst, Anhänglichkeit und Treue) (1835)
- Spona služebního vyznamenání (Dienstauszeichnungsschnalle ) (1847)
- Kříž služebního vyznamenání pro důstojníky (Dienstauszeichnungskreuz für Offiziere) (1847)

### Bádensko

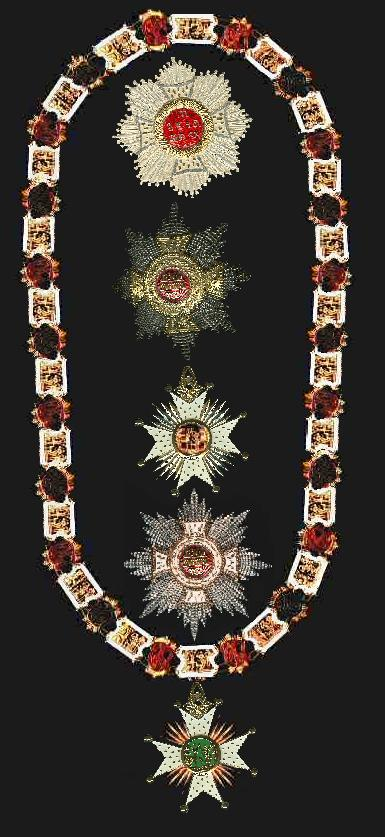
Řád sv. Huberta, Bavorsko.

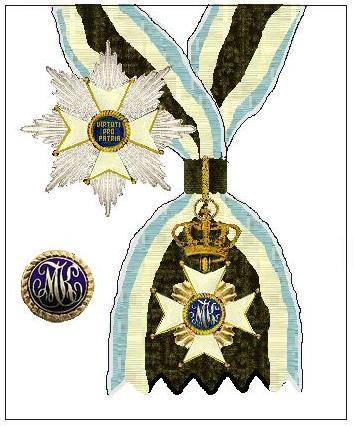
Vojenský řád Maxe Josefa, Bavorsko.

- Řád modré pásky (Orden der blauen Binde) (1584)
- Domácí řád věrnosti[1] (Hausorden der Treue) (1715)
- Vojenský záslužný řád Karla Fridricha[1] (Militär-Carl-Friedrichs-Verdienstorden) (1805)
- Vojenská záslužná medaile Karla Fridricha (Karl Friedrich-Militär-Verdienstmedaille) (1807)
- Řád zähringenského lva[1] (Orden vom Zähringenen Löwen) (1812)
- Vyznamenání za polní službu (Felddienstauszeichnung) (1839)
- Pamětní medaile (Gedächtnis-Medaille) (1840)
- Medaile Za zemědělství, řemesla a obchod (Medaille für Landwirtschaft, Gewerbe und Handel) (1846)
- Vojenská pamětní medaile 1849 (Militär-Gedächtnis-Medaille von 1849) (1849)
- Medaile Za zásluhy (Verdienstmedaille) (1866)
- Medaile Za záchranu (Rettungsmedaille) (1866)
- Služební odznak (Dienstauszeichnung) (1868)
- Památeční kříž na polní tažení 1870/71 (Erinnerungskreuz für den Feldzug 1870/71) (1871)
- Kříž pro ženské služebnictvo (Kreuz für weibliche Dienstboten) (1876)
- Řád Bertholda I.[1] (Orden Bertholds des Ersten) (1877)
- Služební odznak zemské obrany (Landwehr-Dienstauszeichnung) (1877)
- Vyznamenání pro příslušníky dobrovolných požárních sborů (Ehrenzeichen für Mitglieder der freiwilligen Feuerwehren) (1877)
- Medaile Za umění a vědu (Medaille für Kunst und Wissenschaft) (1893)
- Výroční medaile pro porodní asistentky (Jubiläums-Medaille für Hebammen) (1884)
- Medaile pracovníka (Arbeiter-Medaille) (1895)
- Medaile na výročí vlády 1902 (Regierungs-Jubiläums-Medaille von 1902) (1902)
- Kříž pracovnice (Arbeiterinnen-Kreuz ) (1902)
- Medaile Fridricha a Luisy (Friedrich-Luisen-Medaille) (1906)
- Památeční medaile 1906 (Erinnerungs-Medaille für 1906) (1906)
- Památeční odznak 1906 (Erinnerungs-Zeichen für 1906) (1906)
- Válečný záslužný kříž (Kriegsverdienstkreuz) (1916)

### Bamberské biskupství
- Pour le Mérite (Orden Pour le Merite) (1797)
- Vojenská záslužná medaile (Militär-Verdienstmedaille) (1797)

### Bavorsko
- Řád sv. Huberta[1] (Orden vom Heiligen Hubert) (1444)
- Domácí rytířský řád sv. Jiří[1] (Haus-Ritterorden vom Heiligen Georg) (1494)
- Řád Alžběty[1] (Elisabethenorden) (1766)
- Řád falckého lva[1] (Orden vom Pfälzischen Löwen) (1768)
- Řád sv. Anny[1] (St. Anna-Orden) (1783)
- Civilní záslužná medaile (Civil-Verdienstmedaille) (1792)
- Vojenská záslužná medaile (Militär-Verdienstmedaille) (1794)
- Vojenský řád Maxe Josefa[1] (Militär-Max-Joseph Orden) (1806)
- Záslužný řád bavorské koruny[1] (Verdienstorden der Bayerischen Krone) (1808)
- Vojenské sanitní vyznamenání (Militär-Sanitäts-Ehrenzeichen) (1812)
- Vojenský pamětní odznak 1813/1815 (Militärdenkzeichen für 1813/1815) (1814)
- Odznak veterána za 24 let služby u bavorské armády (Veteranenschild für 40 Dienstjahre in der Bayerischen Armee) (1816)
- Odznak veterána za 40 let služby u bavorské armády (Veteranenschild für 40 Dienstjahre in der Bayerischen Armee) (1816)
- Řád Terezie[1] (Theresien-Orden) (1827)
- Řád Ludvíkův (Ludwigsorden) (1827)
- Záslužný řád sv. Michala[1] (Verdienstorden vom Hl. Michael) (1837)
- Medaile vojenského pamětního odznaku 1813/1815 (Medaille des Militärdenkzeichen für 1813/1815) (1848)
- Veteránský pamětní odznak (Veteranen-Denkzeichen) (1848)
- Pamětní odznak pro rok 1849 (Denkzeichen für das Jahr 1849 ) (1849)
- Maxmiliánův řád pro vědu a umění[1] (Maximiliansorden für Kunst und Wissenschaft) (1853)
- Vojenský záslužný řád[1] (Militärverdienstorden) (1866)
- Pamětní odznak tažení 1849 (Feldzug-Denkzeichen 1849) (1866)
- Armádní pamětní odznak 1866 (Armeedenkzeichen 1866) (1866)
- Památeční odznak pro civilní lékaře (Erinnerungszeichen für Zivilärzte 1866) (1867)
- Záslužný kříž pro rok 1870/71 (Verdienstkreuz für die Jahre 1870/71) (1871)
- Ludvíkova medaile pro vědu a umění (Ludwigsmedaille für Wissenschaft und Kunst) (1872)
- Ludvíkova medaile pro průmysl (Ludwigsmedaille für Industrie) (1872)
- Služební vyznamenání zemské obrany (Landwehr-Dienstauszeichnung) (1876)
- Medaile Za záchranu (Rettungsmedaille) (1889)
- Medaile sv. Jiří (St. Georgs-Medaille) (1889)
- Medaile Luitpolda (Luitpoldmedaille) (1897)
- Záslužný kříž Za dobrovolnou péči o nemocné (Verdienstkreuz für freiwillige Krankenpflege) (1901)
- Kříž pro služební vyznamenání při péči o nemocné(Dienstauszeichnungskreuz für freiwillige Krankenpflege ) (1901)
- Záslužný kříž požárních sborů (Feuerwehr-Verdienstkreuz ) (1901)
- Medaile prince regenta Luitpolda (Prinzregent Luitpold-Medaille) (1905)
- Výroční medaile bavorské armády (Jubiläumsmedaille für die bayerische Armee) (1905)
- Služební odznak bezpečnosti(Sicherheits-Dienstauszeichnung) (1906)
- Vojenská výroční medaile (Militär-Jubiläumsmedaille) (1909)
- Zemědělská výroční medaile (Landwirtschaftliche Jubiläumsmedaille) (1910)
- Luitpoldův kříž za 40 let státní a obecní služby (Luitpold-Kreuz für 40 Dienstjahre in Staats- und Gemeindedienst) (1911)
- Letecký pilotní odznak (Flugzeugführerabzeichen) (1913)
- Vojenský sanitní řád[1] (Militär-Sanitäts-Orden) (1914)
- Odznak leteckého pozorovatele (Flugzeugbeobachterabzeichen) (1914)
- Letecký památeční odznak (Fliegererinnerungsabzeichen) (1914)
- Kříž krále Ludvíka (König Ludwig-Kreuz) (1916)
- Odznak leteckého střelce (Fliegerschützenabzeichen ) (1918)
- Svatební výroční medaile (Hochzeits-Jubiläumsmedaille) (1918)
- Památeční odznak zlaté svatby královského páru (Erinnerungszeichen an die Goldene Hochzeit des Königspaares) (1918)
- Památeční kříž členů obou sněmoven (Erinnerungskreuz für die Mitglieder beider Kammern) (1918)
- Řád Za zásluhy (Verdienstorden)
- Medaile Za statečnost (Tapferkeitsmedaille)
- Medaile korunního prince Ruprechta (Kronprinz Rupprecht Medaille) (1925) jako rodinné vyznamenání bývalé panovnické dynastie

### Braniborsko-Bayreuthsko
- Řád svornosti (Ordre de la Concorde / Orden der Eintracht) (1660)
- Řád upřímnosti (Ordre de la Sincérité) (1705)

### Brémy

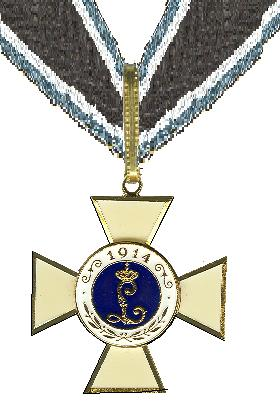
Vojenský sanitní řád, Bavorsko.

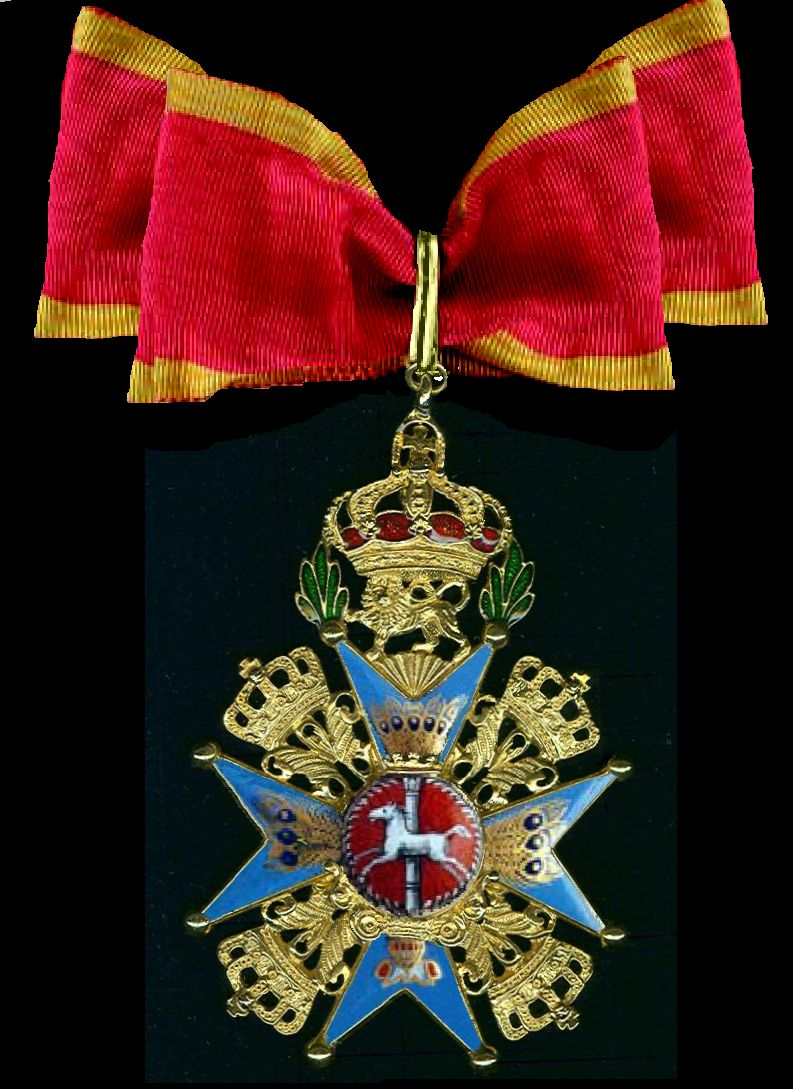
Řád Jindřicha Lva, Brunšvicko.

- Válečná pamětní medaile hanzovní legie (Kriegsdenkmünze der Hanseatischen Legion) (1815)
- Služební odznak (Dienstauszeichnungen) (1860)
- Hanzovní kříž (Hanseatenkreuz) (1915)

### Brunšvicko

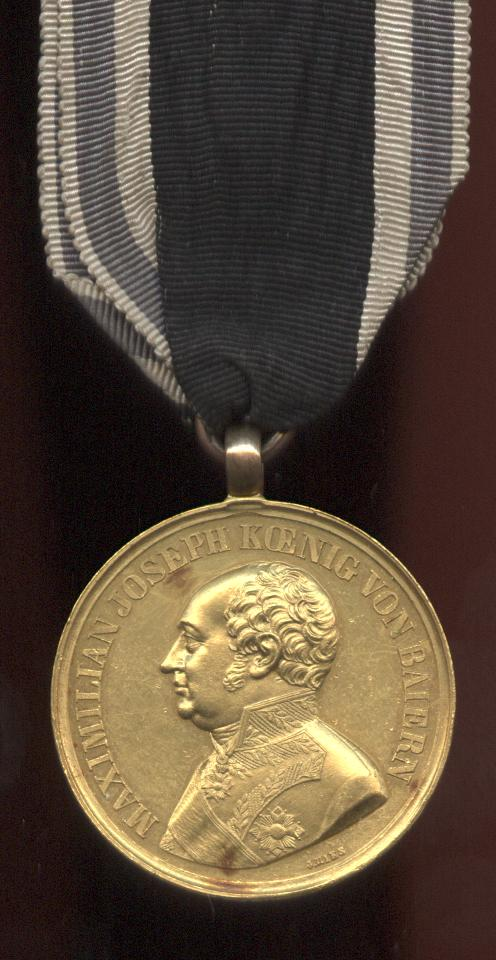
Vojenská záslužná medaile, Bavorsko.

- Medaile za Waterloo (Waterloo-Medaille) (1818)
- Čestný kříž 1809 (Ehrenkreuz für 1809) (1824)
- Medaile poloostrova (Peninsula-Medaille) (1824)
- Civilní záslužná medaile 1815 (Zivil-Verdienst-Medaille für 1815) (1815)
- Služební vyznamenání (Dienstehrenzeichen) (1827)
- Řád Jindřicha Lva[1] (Orden Heinrich des Löwen) (1834)
- Medaile Za záchranu (Rettungsmedaille) (1836)
- Vojenský záslužný kříž (Militär-Verdienstkreuz) (1879/1914)
- Služební odznak zemské obrany (Landwehrdienstauszeichnung) (1879)
- Služební odznak požárních sborů (Feuerwehrdienstauszeichnung) (1887)
- Památeční medaile 1848-1849 (Erinnerungs-Medaille für 1848–1849) (1891)
- Služební odznak (Dienstzeichen) (1903)
- Záslužný odznak Za umění a vědu (Verdienstzeichen für Kunst und Wissenschaft) (1908)
- Dámský záslužný kříž (Frauenverdienstkreuz) (1912)
- Záslužná medaile požárních sborů (Feuerwehr-Verdienstmedaille) (1912)
- Válečný záslužný kříž (Kriegsverdienstkreuz) (1914)
- Válečný záslužný kříž pro dámy a slečny (Kriegsverdienstkreuz für Frauen und Jungfrauen) (1917)

### Frankfurt nad Mohanem
- Čestná medaile (Ehrenmedaille) (1809)
- Řád konkordie[1] (Concordienorden) (1813)
- Čestný kříž 1814 (Ehrenkreuz für 1814) (1814)
- Válečná pamětní medaile 1813/1814 (Kriegsdenkmünze 1813/1814) (1814)
- Válečná pamětní medaile 1815 (Kriegsdenkmünze für 1815) (1816)
- Odznak služebního stáří (Dienstalterszeichen) (1840)
- Válečný pamětní odznak 1848-1849 (Kriegsdenkzeichen 1848–1849) (1854)

### Hamburk
- Válečná pamětní medaile hanzovní legie (Kriegsdenkmünze der Hanseatischen Legion) (1815)
- Medaile za pomoc při požáru města 1842 (Medaille für Hilfeleistungen beim Stadtbrand 1842) (1843)
- Hanzovní kříž (Hanseatenkreuz) (1915)
- Námořní medaile (Seewarte-Medaille)
- Kříž služebního vyznamenání pro důstojníky (Dienstauszeichungskreuz für Offiziere)
- Čestný odznak pro bývalé hamburské vojáky (Ehrenauszeichnung für ehemalige Hamburger Militärs)
- Medaile Za záchranu (Rettungsmedaille)

### Hannover
- Řád Guelfů[1] (Guelphenorden) (1815)

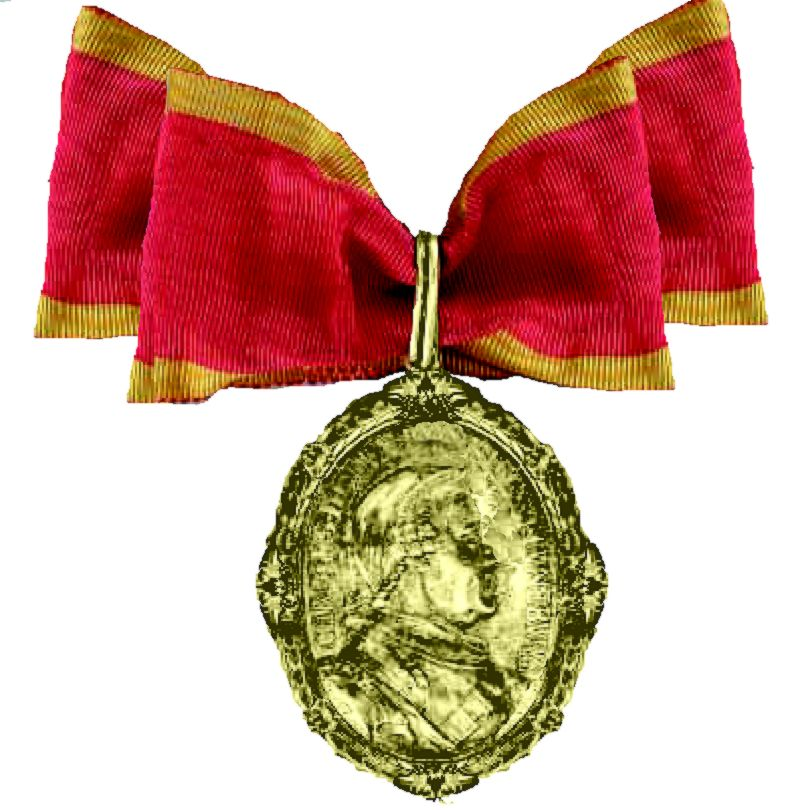
Záslužné vyznamenání za umění a vědu, Brunšvicko.

- Medaile Za Waterloo (Waterloo-Medaille ) (1817)
- Medaile Za zásluhy (Verdienstmedaille) (1831)
- Kříž Vilémův (Wilhelms-Kreuz) (1837)
- Medaile Vilémova (Wilhelms-Medaille) (1837)
- Řád sv. Jiří[1] (St. Georgsorden) (1839)
- Památeční medaile na padesátileté vojenské jubileum (Erinnerungsmedaille an das 50jährige Militärjubiläum) (1840)
- Válečná pamětní medaile 1813 (Kriegsdenkmünze für 1813) (1841)
- Všeobecné vyznamenání (Allgemeines Ehrenzeichen) (1841)
- Zlatá čestná medaile Za umění a vědu (Goldene Ehrenmedaille für Kunst und Wissenschaft) (1843)
- Záslužná medaile Za záchranu z nebezpečí (Verdienstmedaille für Rettung aus Gefahr) (1845)
- Řád Ernsta Augusta[1] (Ernst Augustorden) (1865)
- Langensalzská medaile (Langensalza-Medaille) (1866)

### Hesensko-Darmstadtsko

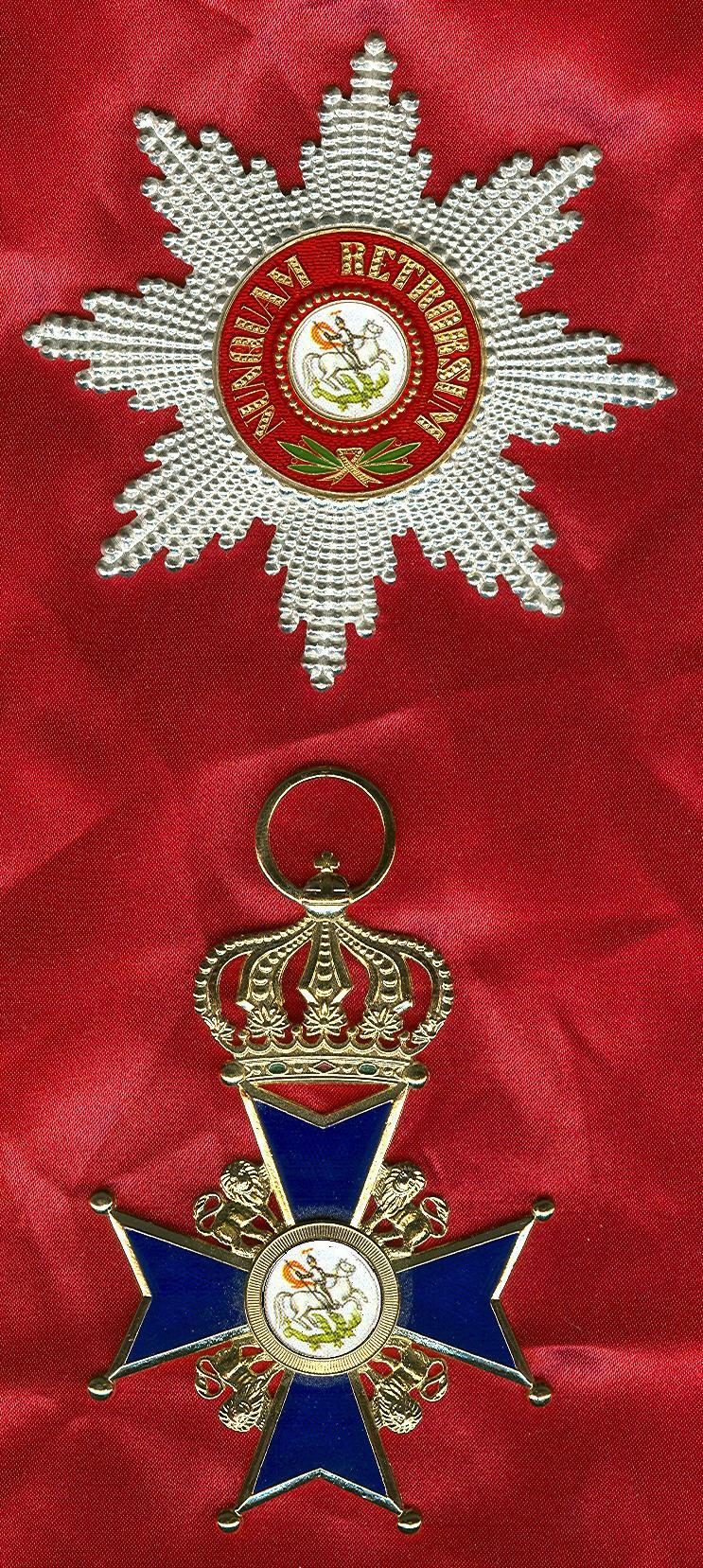
Řád sv. Jiří, Hannoversko.

- Řád zlatého lva[1] (Orden vom Goldenen Löwen) (1770)
- Řád Ludvíkův[1] (Ludwigsorden) (1807)
- Řád Filipův[1] (Philippsorden) (1840)
- Odznak polní služby (Felddienstzeichen) (1840)
- Všeobecné vyznamenání (Allgemeines Ehrenzeichen) (1843)
- Hesenský vojenský záslužný kříž (Hessisches Militär-Verdienstkreuz) (1870)
- Vojenský sanitní kříž (Militär-Sanitätskreuz) (1870)
- Služební odznak zemské obrany (Landwehr-Dienstauszeichnung) (1871)
- Památeční medaile (Erinnerungsmedaille) (1881)
- Vyznamenání Za zásluhy při nedostatku vody 1882-1883 (Ehrenzeichen für Verdienste in der Wassernot 1882–1883) (1883)
- Medaile Alice (Alice-Medaille) (1884)
- Památeční medaile na sňatek velkovévody Ernsta Ludvíka (Erinnerungsmedaille an die Vermählung des Großherzogs Ernst Ludwig) (1894)
- Kříž pro ženské služebnictvo (Kreuz für weibliche Dienstboten) (1895)
- Památeční odznak na druhý sňatek velkovévody Ernsta Ludvíka (Erinnerungszeichen an die zweite Vermählung des Großherzogs Ernst Ludwig) (1905)
- Památeční odznak za službu u dráhy (Erinnerungszeichen für Eisenbahndienst) (1906)
- Kříž Ernsta Ludvíka a Eleonory (Ernst Ludwig-Eleonoren-Kreuz) (1910)
- Řád brabanstské hvězdy[1] (Orden des Sterns von Brabant) (1914)
- Vyznamenání za péči ve válce (Ehrenzeichen für Kriegsfürsorge) (1915)
- Vyznamenání bojovníka v železe (Krieger-Ehrenzeichen in Eisen) (1917)
- Jubilejní památeční odznak (Jubiläums-Erinnerungszeichen) (1917)

### Hesensko-Hombursko
- Mečový kříž 1814-1815 (Schwerterkreuz 1814–1815) (1819)
- Služební vyznamenání (Dienstauszeichnungen) (1850)
- Odznak za polní službu za polního tažení 1849 (Felddienstzeichen für den Feldzug 1849) (1850)

### Hesensko-Kasselsko

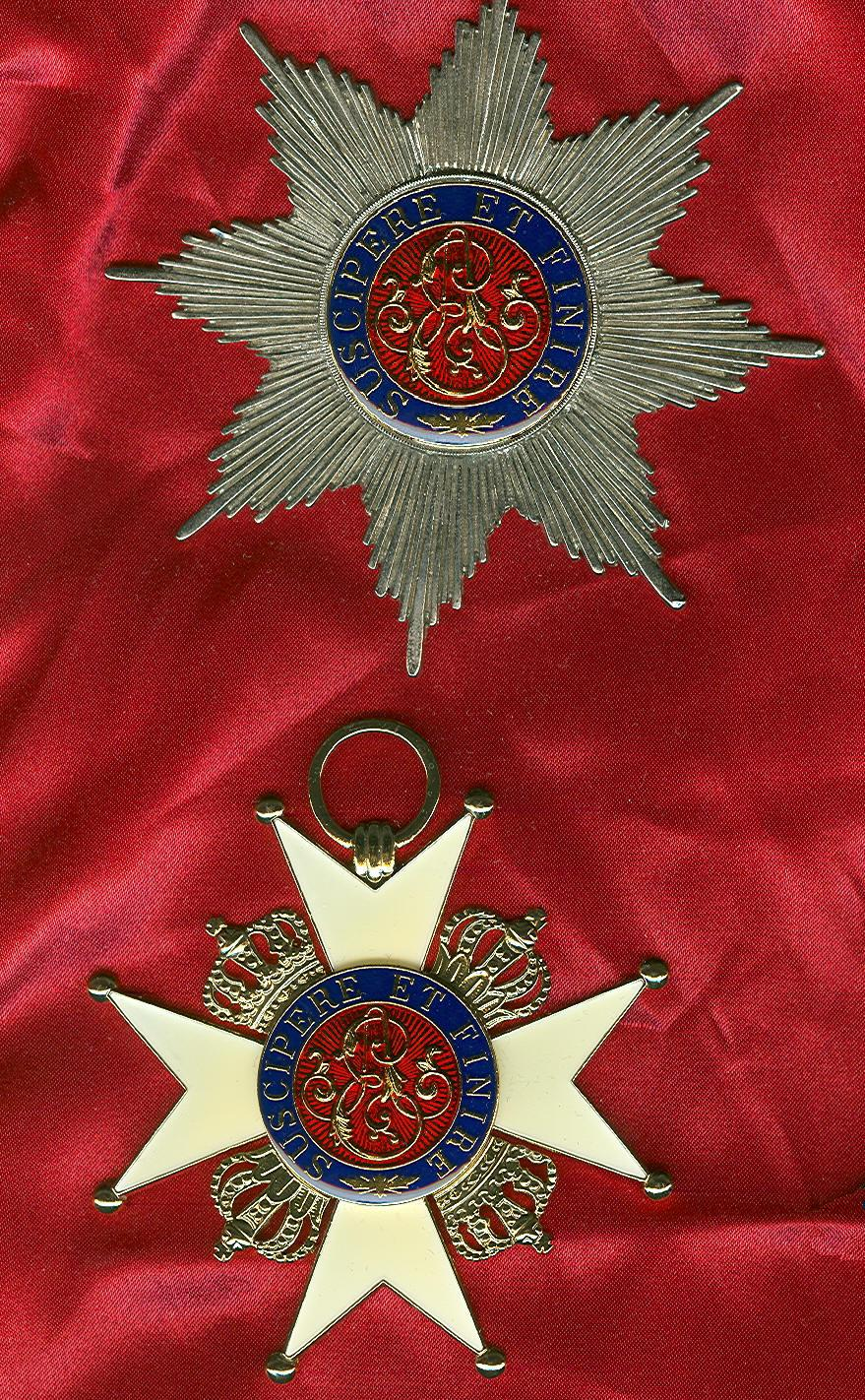
Řád Ernsta Augusta, Hannoversko.

- Vojenský záslužný řád[1] (Militär-Verdienstorden) (1769) také zvaný Pour la Vertu Militaire
- Řád zlatého lva[1] (Orden vom Goldenen Löwen) (1770)
- Řád železné přilby[1] (Orden vom eisernen Helm) (1814)
- Válečná pamětní medaile 1814-1815 (Kriegsdenkmünze für 1814–1815) (1815)
- Vojenská záslužná medaile (Militär-Verdienstmedaille) (1821)
- Civilní záslužná medaile (Civil-Verdienstmedaille) (1821)
- Záslužný kříž (Verdienstkreuz) (1832)
- Vojenský záslužný kříž (Militär-Verdienstkreuz) (1832)
- Kříž za služební vyznamenání (Dienstauszeichnungskreuz) (1835)
- Služební vyznamenání (Dienstauszeichnungen) (1849)
- Řád Vilémův[1] (Wilhelmsorden) (1851)

### Lippe-Detmold

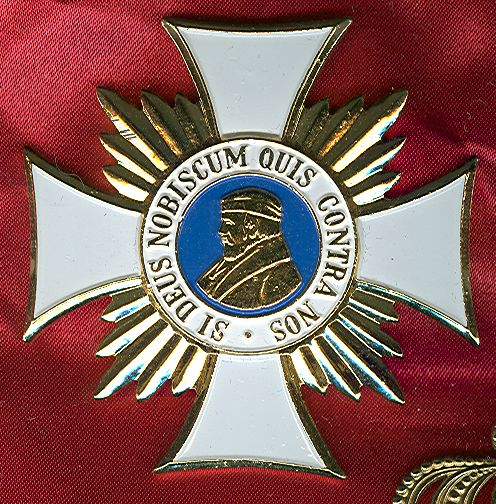
Řád Filipův, Hesen-Darmstadt.

- Vojenská záslužná medaile (Militär-Verdienstmedaille) (1832)
- Kříž služebního vyznamenání (Dienstauszeichnungskreuz) (1851)
- Spona služebního vyznamenání (Dienstauszeichnungs-Schnalle) (1857)
- Památeční medaile na polní tažení 1866 (Erinnerungsmedaille für den Feldzug 1866) (1867)
- Čestný kříž[1] (Ehrenkreuz) (1869)
- Medaile Za záchranu (Rettungsmedaille) (1888)
- Pamětní medaile na příjezd hraběte regenta Ernsta (Denkmünze auf den Einzug des Graf-Regenten Ernst 1897 in Detmold) (1897)
- Čestný řád růže Za umění a vědu (Lippische Rose Ehrenzeichen für Kunst und Wissenschaft) (1898)
- Řád Leopolda (Leopold-Orden) (1906)
- Lippský válečný spolkový kříž (Lippisches Kriegervereins-Kreuz ) (1906)
- Řád Berty[1] (Bertha-Orden) (1910)
- Válečný záslužný kříž (Kriegsverdienstkreuz) (1914)
- Válečný čestný kříž za hrdinný čin (Kriegsehrenkreuz für heldenmütige Tat) (1914)
- Válečná medaile cti (Kriegs-Ehrenmedaille) (1915)
- Pamětní medaile na boj o právo na trůn (Denkmünze auf den Erstrittenen Thronanspruch 1905)

### Lübeck

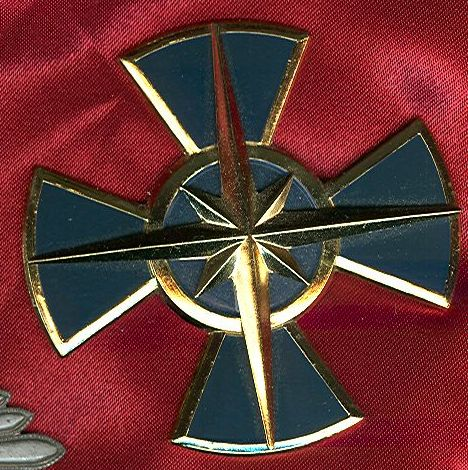
Řád brabantské hvězdy, Hesen-Darmstadt.

- Válečná pamětní medaile hanzovní legie (Kriegsdenkmünze der Hanseatischen Legion) (1815)
- Hanzovní kříž (Hanseatenkreuz) (1915)
- Medaile Bene Merenti (Gedenkmünze Bene Merenti)
- Medaile Za záchranu (Rettungsmedaille)
- Čestná pamětní medaile Za věrnou službu (Ehrendenkmünze für Treue Dienste)

### Meklenbursko-Střelicko

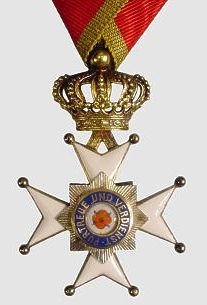
Čestný kříž, Lippe-Detmold.

- Vojenský služební kříž (Militär-Dienstkreuz) (1846/1869/1913)
- Domácí řád vendické koruny[1] (Hausorden der Wendischen Krone) (1864)
- Kříž za vyznamenání ve válce (Kreuz für Auszeichnung im Kriege) (1871)
- Služební vyznamenání zemské obrnany (Landwehr-Dienstauszeichnung ) (1875/1913)
- Medaile na památku zlaté svatby 1893 (Medaille zur Erinnerung an die Goldene Hochzeit 1893) (1893)
- Medaile na památku diamantové svatby 1903 (Medaille zur Erinnerung an die Diamant-Hochzeit 1903) (1903)
- Medaile Za zásluhy (Verdienstmedaille) (1904/1914)
- Řád gryfa[1] (Greifenorden) (1904)
- Medaile válečného spolku (Kriegervereins-Medaille) (1906)
- Řád za umění a vědu (Orden für Kunst und Wissenschaft) (1909)
- Medaile Za záchranu z nebezpečí života (Medaille für Rettung aus Lebensgefahr) (1910)
- Památeční odznak za dlouholetou věrnou službu pro osoby ženského rodu (Erinnerungszeichen für langjährige Diensttreue für Personen weiblichen Geschlechts) (1911)
- Památeční kříž za dlouholetou věrnou službu pro osoby ženského rodu (Erinnerungskreuz für langjährige Diensttreue für Personen weiblichen Geschlechts) (1911)
- Památeční medaile Adolfa Fridricha V. (Gedächtnismedaille für den Großherzog Adolf Friedrich V.) (1914)
- Kříž Adolfa Fridricha (Adolf-Friedrich-Kreuz) (1917)

### Meklenbursko-Zvěřínsko

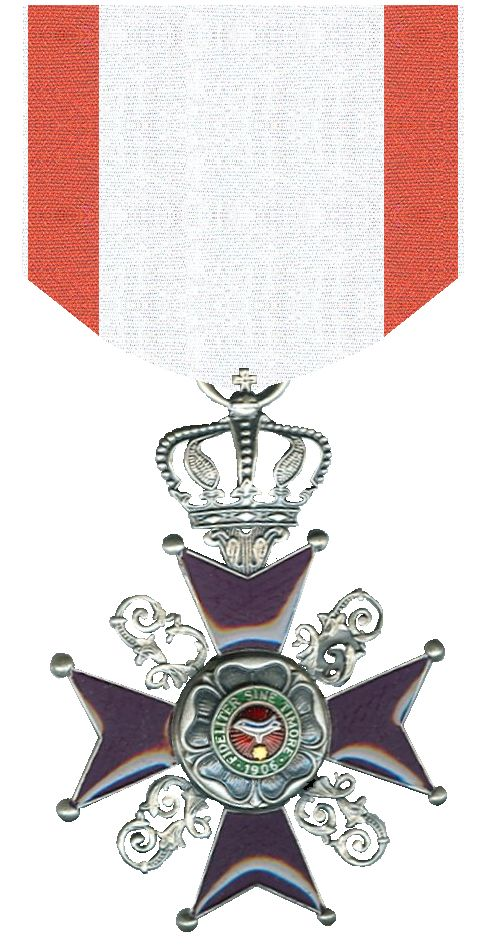
Řád Leopoldův, Lippe-Detmold.

- Medaile poctivému muži a dobrému měšťanovi (Medaille dem redlichen Manne und dem guten Bürger) (1798)
- Medaile Za zásluhy (Verdienstmedaille) (1798/1815/1859/1872/1885/1897)
- Vojenská záslužná medaile 1813-1815 (Militärverdienstmedaille für 1813–1815) (1814)
- Válečná pamětní medaile 1808-1815 (Kriegsdenkmünze für 1808–1815) (1841)
- Vojenský záslužný kříž (Militärverdienstkreuz) (1848)
- Medaile Za umění a vědu (Medaille für Kunst und Wissenschaft) (1859)
- Výroční spona 1813-1863 (Jubiläumsspange 1813–1863) (1863)
- Domácí řád vendické koruny[1] (Hausorden der Wendischen Krone) (1864)
- Služební odznak zemské obrany (Landwehrdienst-Auszeichnung) (1874)
- Válečná pamětní medaile 1848/1849 (Kriegsdenkmünze für 1848/1849) (1879)
- Řád gryfa[1] (Greifenorden) (1884)
- Záslužná medaile Fridricha Františka III. (Verdienstmedaille Friedrich-Franz III.) (1885)
- Čestná medaile Za obětavou pomoc při nedostatku vody 1888 (Ehrenmedaille für aufopfernde Hilfe in der Wassernot 1888) (1888)
- Památeční medaile Fridricha Františka III. (Gedächtnis-Medaille für Friedrich Franz III.) (1897)
- Medaile válečného spolku (Kriegervereins-Medaille) (1899)
- Památeční medaile pro účastníka africké expedice 1907-1908 (Erinnerungsmedaille für die Teilnehmer an der Afrika-Expedition 1907–1908) (1908)
- Kříž Fridricha Františka a Alexandry (Friedrich-Franz-Alexandra Kreuz) (1912)
- Kříž Fridricha Františka (Friedrich-Franz-Kreuz) (1917)

### Nasavsko

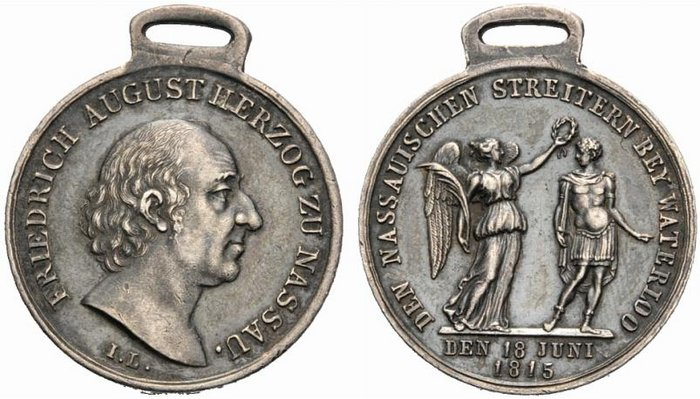
Medaile za Waterloo, Nassavsko.

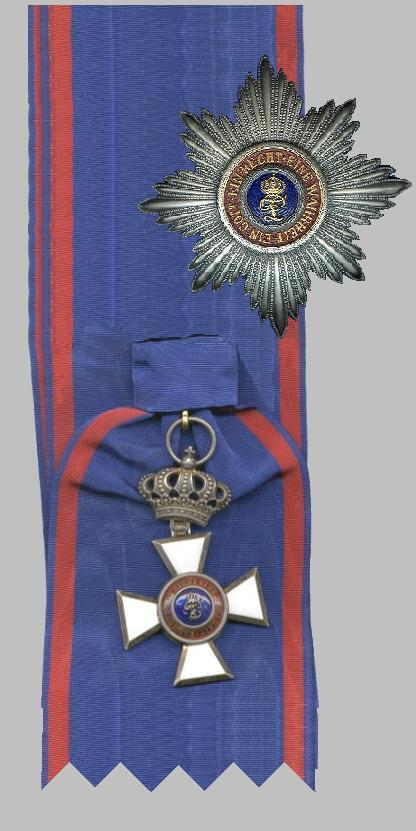
Domácí záslužný řád vévody Petra Fridricha Ludvíka, Oldenburg.

- Medaile Za statečnost (Tapferkeitsmedaille) (1807)
- Medaile Za Waterloo (Waterloo-Medaille ) (1817)
- Vyznamenání Za vojenskou službu (Militärdienst-Ehrenzeichen ) (1834)
- Civilní záslužná medaile (Civil-Verdienstmedaille) (1841)
- Medaile Za záchranu z ohrožení života (Medaille für Rettung aus Lebensgefahr) (1843)
- Medaile za bitvu u Eckernförde (Medaille für das Gefecht bei Eckernförde) (1849)
- Řád Adolfa Nasavského (Militär- und Zivildienst-Orden Adolphs von Nassau) (1858)
- Nassavský domácí řád zlatého lva (Ordre du Lion d'Or) (1858)
- Medaile za polní tažení 1866 (Medaille für den Feldzug 1866) (1866)

### Oldenburg

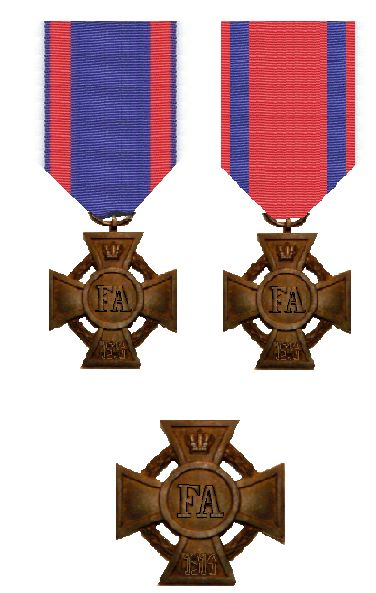
Kříž Fridricha Augusta, Oldenburg.

- Civilní záslužná medaile (Zivilverdienstmedaille) (1814)
- Válečná pamětní medaile na polní tažení 1815 (Kriegsdenkmünze für den Feldzug 1815) (1816)
- Domácí a záslužný řád vévody Petra Fridricha Ludvíka[1] (Haus- und Verdienstorden des Herzogs Peter Friedrich Ludwig) (1838)
- Kříž služebního vyznamenání ve zlatě za 25 let služby (Dienstauszeichnungskreuz in Gold für 25 Dienstjahre ) (1838)
- Kříž služebního vyznamenání ve stříbře za 25 let služby (Dienstauszeichnungskreuz in Silber für 25 Dienstjahre) (1838)
- Služební vyznamenání (Dienstauszeichnungen) (1847)
- Záslužná medaile Za záchranu v nebezpečí (Verdienstmedaille für Rettung aus Gefahr) (1848)
- Medaile na památku velkovévody Pavla Fridricha Augusta (Medaille zur Erinnerung an Großherzog Paul Friedrich August) (1853)
- Památeční medaile na polní tažení 1866 (Erinnerungsmedaille an den Feldzug 1866) (1866)
- Památeční medaile 1870/71 (Erinnerungsmedaille 1870/71) (1871)
- Záslužný kříž za obětavost a svědomitost za dob války (Verdienstkreuz für Aufopferung und Pflichttreue in Kriegszeiten) (1871)
- Medaile Za zásluhy o umění (Medaille für Verdienste um die Kunst) (1878)
- Památeční medaile pro veterány 1848 a 1849 (Erinnerungsmedaille für die Veteranen 1848 und 1849) (1898)
- Záslužný kříž spolku válečníků (Kriegervereins-Verdienstkreuz) (1902)
- Medaile Za věrnost v práci (Medaille für Treue in der Arbeit) (1904)
- Medaile Za zásluhy o požární sbory (Medaille für Verdienste in der Feuerwehr) (1904)
- Medaile Červeného kříže (Rote Kreuz-Medaille) (1908)
- Služební vyznamenání četnictva (Gendarmendienstauszeichnung) (1913)
- Kříž Fridricha Augusta (Friedrich-August-Kreuz) (1914)
- Válečná záslužná medaile 1916-1918 (Kriegsverdienstmedaille 1916–1918) (1918)

### Prusko

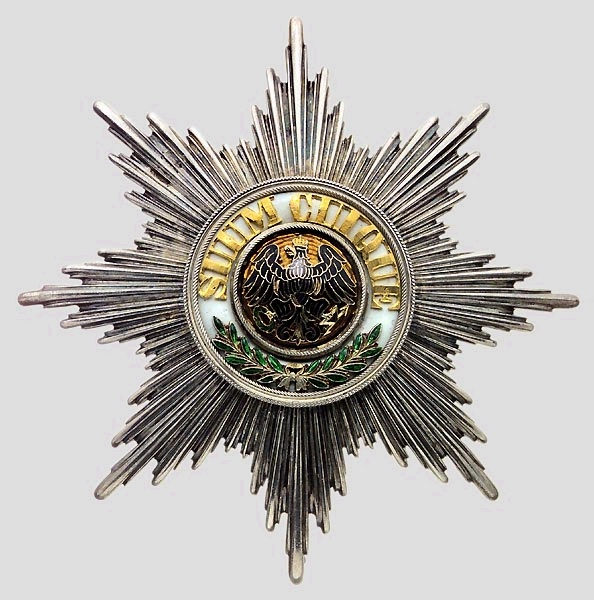
Řád černé orlice, Prusko.

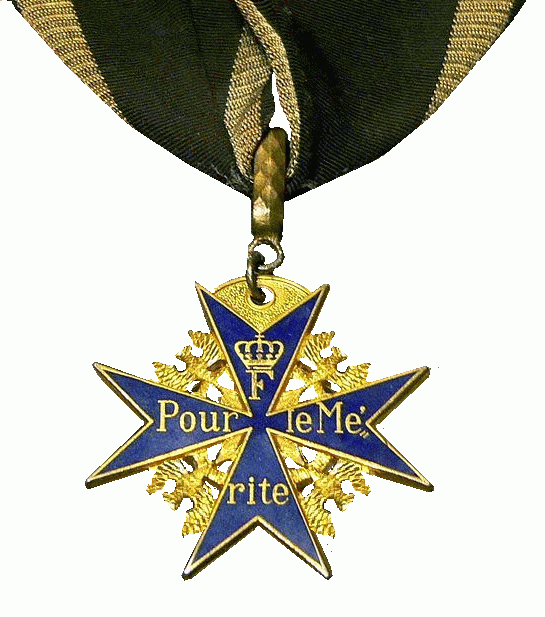
Pour le Mérite, Prusko.

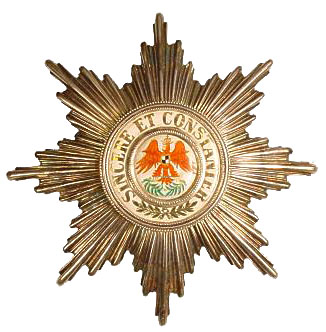
Řád červené orlice, Prusko.

- Řád Za šlechetnost (Orden für Edelmut) (1687) také znám jako De la Générosité
- Řád černé orlice[1] (Der Hohe Orden vom Schwarzen Adler) (1701)
- Řád Za zásluhy[1] (Pour le Mérite) (1740)
- Medaile Za záchranu trosečníka (Medaille für Rettung Schiffbrüchiger) (1782)
- Řád červené orlice[1] (Der Rote Adlerorden) (1792)
- Zlatý vojenský záslužný kříž (Goldenes Militär-Verdienst-Kreuz) (1793)
- Medaile Za poddanskou věrnost (Medaille für Untertanentreue) (1795)
- Všeobecné vyznamenání (Allgemeines Ehrenzeichen) (1810)
- Chlumecký kříž (Kulmer Kreuz) (1813)
- Válečná pamětní medaile 1813/15 (Kriegsdenkmünze für 1813/15) (1813)
- Železný kříž[1] (Eisernes Kreuz) (1813)
- Řád Luisin[1] (Luisenorden) (1814)
- Neuchatelská památeční medaile (Neufchateler Erinnerungsmedaille) (1833)
- Medaile Za záchranu (Rettungsmedaille) (1833)
- Záslužná medaile válečníka (Kriegerverdienstmedaille) (1835)
- Řád labutě[1] (Schwanenorden) (1843)
- Královský hohenzollernský domácí řád[1] (Königlicher Hausorden von Hohenzollern) (1851)
- Řád koruny[1] (Königlicher Kronenorden) (1861)
- Korunovační medaile (Krönungsmedaille) (1862)
- Památeční medaile 1863 (Erinnerungsdenkmünze von 1863) (1863)
- Válečná pamětní medaile 1864 (Kriegsdenkmünze für 1864) (1864)
- Alsenský kříž (Alsenkreuz) (1864)
- Düppelský útočný kříž (Düppeler Sturmkreuz) (1864)
- Památeční kříž 1866 (Erinnerungskreuz für 1866) (1866)
- Medaile práce za vlast (Medaille Arbeit für das Vaterland) (1870)
- Záslužný kříž pro dámy a slečny (Verdienstkreuz für Frauen und Jungfrauen) (1871)
- Památeční medaile císaře Viléma (Erinnerungsmedaille von Kaiser Wilhelm) (1878)
- Medaile na památku zlaté svatby (Medaille zur Erinnerung an die Golden Hochzeit) (1879)
- Řád Vilémův (Wilhelm-Orden) (1896)
- Památeční medaile císaře Viléma (Kaiser-Wilhelm-Erinnerungsmedaille ) (1897)
- Medaile Červeného kříže (Rote Kreuz-Medaille) (1898)
- Záslužný řád pruské koruny[1] (Verdienstorden der Preussischen Krone) (1901)
- Hannoverská jubilejní pamětní medaile (Hannoversche Jubiläumsdenkmünze) (1903)
- Hesenská jubilejní pamětní medaile (Kurhessische Jubiläumsdenkmünze) (1903)
- Památeční odznak stříbrné svatby (Erinnerungszeichen zur Silbernen Hochzeit) (1906)
- Dámský záslužný kříž (Frauen-Verdienstkreuz) (1907)
- Kříž Olivetské hory (Ölberg-Kreuz) (1909)
- Záslužný kříž (Verdienstkreuz) (1912)
- Odznak vojenského pilota (Militär-Flugzeugführer-Abzeichen) (1913)
- Odznak námořního pilota (Abzeichen für Marine-Flugzeugführer auf Seeflugzeugen) (1913)
- Odznak pozorovatele (Abzeichen für Beobachter) (1914)
- Záslužný kříž za válečnou pomoc (Verdienstkreuz für Kriegshilfe) (1916)
- Kříž za služební vyznamenání (Dienstauszeichnungskreuz) (datum neznámé)
- Všeobecná medaile Za zásluhy (Allgemeine Verdienstmedaille)
- Kříž za věrnou službu (Kreuz für treue Dienste)
- Vyznamenání porodní asistentky
- Vyznamenání Za zásluhy o hasičstvo (Ehrenzeichen für Verdienste um das Feuerlöschwesen)
- Vyznamenání pro zaměstnance státní železnice (Erinnerungszeichen für Bedienstete der Staatseisenbahnen)
- Kalugská pamětní medaile (Kaluga-Erinnerungsmedaille zum 25-jährigen Jubiläum)

### Reuss

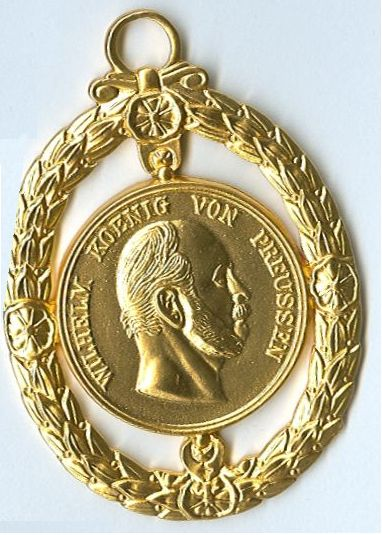
Řád Vilémův, Prusko.

- Památeční kříž na Eckernförde (Erinnerungskreuz für Eckernförde) (1849)
- Medaile Za zásluhy (Verdienstmedaille)
- Civilní čestný kříž[1] (Zivil-Ehrenkreuz) (1857)
- Čestná medaile Za věrnost a zásluhy (Ehrenmedaille für Treue und Verdienst) (1867)
- Čestný kříž[1] (Ehrenkreuz) (1869)
- Záslužný kříž pro umění a vědu (Verdienstkreuz für Kunst und Wissenschaft) (1885)
- Medaile pro umění a vědu (Medaille für Kunst und Wissenschaft) (1908)
- Válečný záslužný kříž (Kriegsverdienstkreuz 1914) (1915)
- Medaile Za zásluhy o vlast (Medaille für Heimatverdienst) (1915)
- Medaile Za obětavou činnost době války (Medaille für aufopfernde Tätigkeit in Kriegszeit) (1915)
- Medaile Za zásluhy s korunou a meči (Verdienstmedaille mit Krone und Schwert) (1915)

#### Starší linie
- Kříž Za zásluhy (Verdienstkreuz) (1858)
- Medaile Merito ac dignitati (Medaille Merito ac dignitati) (1872)

#### Mladší linie
- Kříž Za zásluhy (Verdienstkreuz) (1857)
- Záslužná medaile Za věrnou službu (Verdienstmedaille für treue Dienste) (1859)

### Sasko

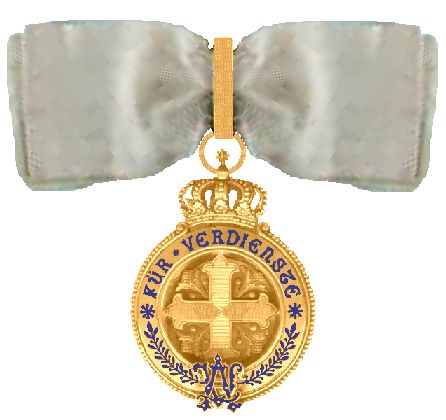
Dámský záslužný kříž, Prusko.

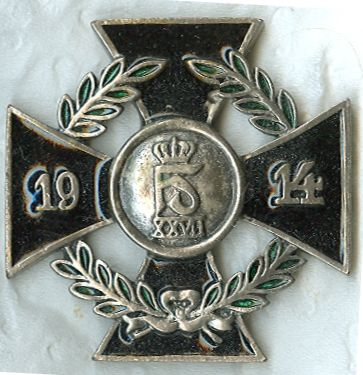
Válečný záslužný kříž, Reuss.

- Vojenský řád sv. Jindřicha[1] (Militär-St. Heinrichsorden) (1736)
- Řád routové koruny[1] (Orden der Rautenkrone) (1807)
- Civilní záslužný řád[1] (Civilverdienstorden) (1815)
- Medaile Za záchranu (Rettungsmedaille) (1831)
- Řád Albrechtův[1] (Albrechtsorden) (1850)
- Vojenská medaile sv. Jindřicha (Militär-St. Heinrichs-Medaille) (1866)
- Památeční kříž na polní tažení 1866 (Erinnerungskreuz für den Feldzug 1866) (1867)
- Řád Sidonie[1] (Sidonienorden) (1870)
- Památeční kříž za dobrovolnou péči o nemocné 1870/71 (Erinnerungskreuz für freiwillige Krankenpflege 1870/71) (1871)
- Památeční kříž na polní tažení 1849 (Erinnerungskreuz an den Feldzug 1849) (1874)
- Vyznamenání Za věrnost v práci (Ehrenzeichen für Treue in der Arbeit) (1875)
- Všeobecné vyznamenání (Allgemeines Ehrenzeichen) (1876)
- Medaile Karoly (Carola-Medaille) (1892)
- Medaile Fridricha Augusta (Friedrich-August-Medaille) (1905)
- Řád Marie Anny[1] (Maria-Anna-Orden) (1906)
- Čestný kříž (Ehrenkreuz) (1907)
- Čestný kříž za dobrovolnou péči o nemocné v míru (Ehrenkreuz für Freiwillige Krankenpflege im Frieden) (1912)
- Válečný záslužný kříž (Kriegsverdienstkreuz) (1915)
- Kříž služebního vyznamenání (Dienstauszeichnungskreuz)
- Služební odznak zemské obrany (Landwehr-Dienstauszeichnung)
- Vyznamenání požárních sborů (Feuerwehr-Ehrenzeichen)
- Pamětní medaile 1863/64 (Denkmünze 1863/64)
- Pamětní medaile 1866 (Denkmünze 1866)
- Medaile Za zásluhy v zemědělství (Medaille für Verdienste in der Landwirtschaft)
- Medaile Virtuti et Ingenio (Medaille Virtuti et Ingenio)
- Výroční medaile Wettinů (Wettiner Jubiläums-Medaille)
- Výroční medaile (Jubiläums-Medaille)

### Sasko-Altenburg

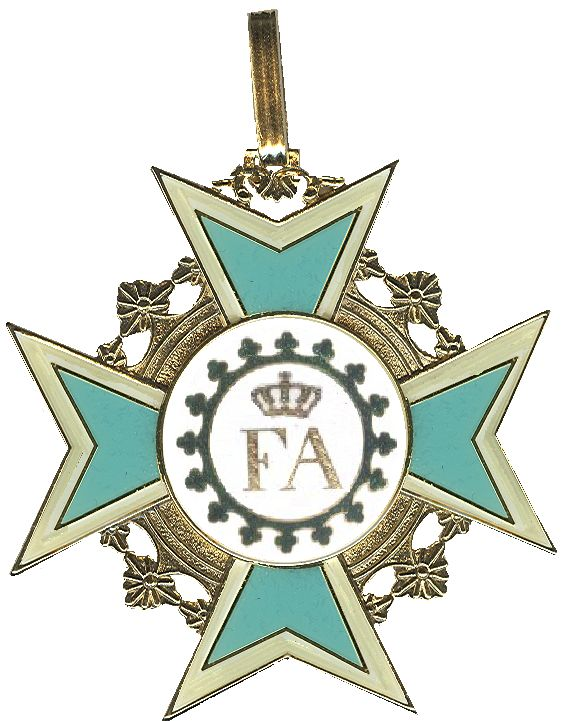
Řád routové koruny, Sasko.

- Vojenská záslužná medaile 1814 (Militärverdienstmedaille 1814) (1814)
- Válečná pamětní medaile 1814/1815 (Kriegsdenkmünze 1814/1815) (1816)
- Vévodský sasko-ernestinský domácí řád[1] (Herzoglich Sachsen-Ernestinischer Hausorden) (1833)
- Památeční medaile pomoc při požáru zámku 1864 (Erinnerungsmedaille für Hilfeleistungen beim Schloßbrand 1864) (1864)
- Medaile na památku války 1870/71 (Medaille zur Erinnerung an den Krieg 1870/71) (1871)
- Památeční medaile na polní tažení 1849 (Erinnerungsmedaille für den Feldzug 1849) (1874)
- Medaile pro umění a vědu (Medaille für Kunst und Wissenschaft) (1874)
- Památeční medaile k 50letému trvání vévodství (Erinnerungsmedaille zum 50-jährigen Bestehen des Herzogtums) (1876)
- Medaile Za záchranu života (Lebensrettungsmedaille) (1882)
- Stříbrné čestné vyznamenání pro dělníky a služebnictvo (Silberne Ehrenauszeichnung für Arbeiter und Dienstboten) (1886)
- Vyznamenání pro členy požárních sborů (Ehrenzeichen für Mitglieder der Feuerwehren) (1900)
- Medaile k 50letému výročí vlády 1903 (Medaille zum 50jährigen Regierungsjubiläum 1903) (1903)
- Medaile vévody Ernsta (Herzog-Ernst-Medaille) (1906)
- Služební vyznamenání pro dvorské a občanské úředníky, duchovní a učitele (Dienstauszeichnung für Hof- und Standesbeamte, Geistliche und Lehrer) (1913)
- Medaile Za statečnost (Tapferkeitsmedaille) (1915)
- Kříž služebního vyznamenání (Dienstauszeichnungskreuz)
- Služební vyznamenání zemské obrany (Landwehrdienstauszeichnung)

### Sasko-Koburg-Gotha
- Vojenská záslužná medaile (Militär-Verdienstmedaille) (1814)
- Železná medaile pro dobrovolníky V. armádního sboru (Eiserne Medaille für die Freiwilligen des V. Armee-Korps) (1814)
- Válečná pamětní medaile na polní tažení 1814 (Kriegsdenkmünze an den Feldzug 1814) (1814)
- Vévodský sasko-ernestinský domácí řád[1] (Herzoglich Sachsen-Ernestinischer Hausorden) (1833)
- Záslužný kříž pro umění a vědu (Verdienstkreuz für Kunst und Wissenschaft) (1835)
- Vojenské služební vyznamenání (Militär-Dienstauszeichnung)
- Památeční kříž na Eckernförde (Erinnerungskreuz für Eckernförde) (1849)
- Medaile Za ženské zásluhy (Medaille für weibliches Verdienst) (1869)
- Medaile Za záchranu života (Lebensrettungsmedaille) (1883)
- Medaile vévody Ernsta (Herzog Ernst-Medaille) (1888)
- Památeční medaile na zlatou svatbu vévody Ernsta II. (Erinnerungsmedaille zur goldenen Hochzeit Herzog Ernst II.) (1892)
- Památeční medaile na příjezd vévody Alfréda (Erinnerungsmedaille an den Einzug Herzog Alfred) (1894)
- Medaile vévody Alfréda (Herzog Alfred-Medaille) (1896)
- Památeční medaile na stříbrnou svatbu vévody Alfréda (Erinnerungsmedaille zur silbernen Hochzeit von Herzog Alfred) (1899)
- Památeční medaile k nastoupení vlády vévody Karla Eduarda (Erinnerungsmedaille zum Regierungsantritt von Herzog Carl Eduard) (1905)
- Památeční medaile na svatbu vévody Karla Eduarda (Erinnerungsmedaille zur Hochzeit von Herzog Carl Eduard) (1905)
- Válečný kříž Karla Eduarda (Carl Eduard-Kriegskreuz) (1916)
- Válečný památeční kříž 1914-1918 (Kriegserinnerungskreuz 1914–1918) (1916)
- Medaile vévody Karla Eduarda (Herzog Carl Eduard-Medaille)
- Vyznamenání Za zásluhy o vlast (Ehrenzeichen für den Heimatverdienst)
- Vyznamenání požárních sborů (Feuerwehr Ehrenzeichen)

### Sasko-Koburg-Saalfeld
- Řád sv. Jáchyma (St.-Joachims-Orden) (1755)
- Medaile za tažení 1814/15 (Campagne-Medaille 1814/15)
- Železná medaile 1814 (Eiserne Medaille 1814)

### Sasko-Meiningen

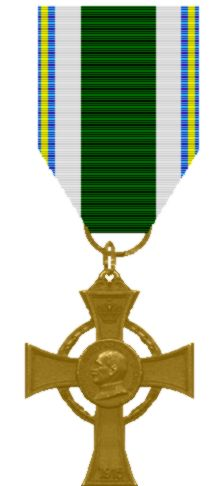
Válečný záslužný kříž, Sasko.

- Vévodský sasko-ernestinský domácí řád[1] (Herzoglich Sachsen-Ernestinischer Hausorden) (1833)
- Civilní služební odznak (Zivildienstauszeichnung) (1913)
- Kříž Za zásluhy ve válce (Kreuz für Verdienste im Kriege ) (1915)
- Medaile Za zásluhy ve válce (Medaille für Verdienste im Kriege) (1915)
- Kříž Za zásluhy paním a slečnám za péči ve válce (Kreuz für Verdienste von Frauen und Jungfrauen in der Kriegsfürsorge) (1915)
- Záslužný řád Za umění a vědu (Verdienstorden für Kunst und Wissenschaft)

### Sasko-Výmarsko-Eisenach
- Řád bílého sokola[1] (Hausorden vom Weißen Falken) (1732) také znám jako Řád bdělosti
- Medaile věrného vojáka (Medaille für Treue Krieger) (1815)
- Medaile Meritis Nobilis (Medaille Meritis Nobilis) (1820)
- Kříž služebního vyznamenání (Dienstauszeichnungskreuz) (1834)
- Vyznamenání chvalitebných činností (Ehrenzeichen für rühmliche Tätigkeiten 1870/1871)
- Medaile Za záchranu života (Lebensrettungs-Medaille) (1881)
- Vyznamenání pro dámy (Ehrenzeichen für Frauen) (1899)
- Všeobecné vyznamenání (Allgemeines Ehrenzeichen) (1902)
- Vojákův čestný kříž za německou věrnost (Krieger-Ehrenkreuz für deutsche Treue) (1909)
- Válečný kříž Viléma Ernsta (Wilhelm-Ernst-Kriegskreuz) (1915)
- Vyznamenání pro dámské zásluhy ve válce (Ehrenzeichen für Frauenverdienst im Kriege) (1915)
- Záslužný kříž Za zásluhy o vlast 1914/18 (Verdienstkreuz für Heimatverdienste 1914/18 ) (1918)

### Schaumburg-Lippe
- Domácí řád Schaumburg-Lippe[1] (Schaumburg-Lippescher Hausorden) (1890)
- Vojenská pamětní medaile za polní tažení 1808-1815 (Militärdenkmünze für die Feldzüge 1808–1815)
- Pamětní kříž za polní tažení 1849 (Gedenkkreuz für den Feldzug 1849)
- Kříž Za věrnou službu (Kreuz für treue Dienste)

### Schwarzburg

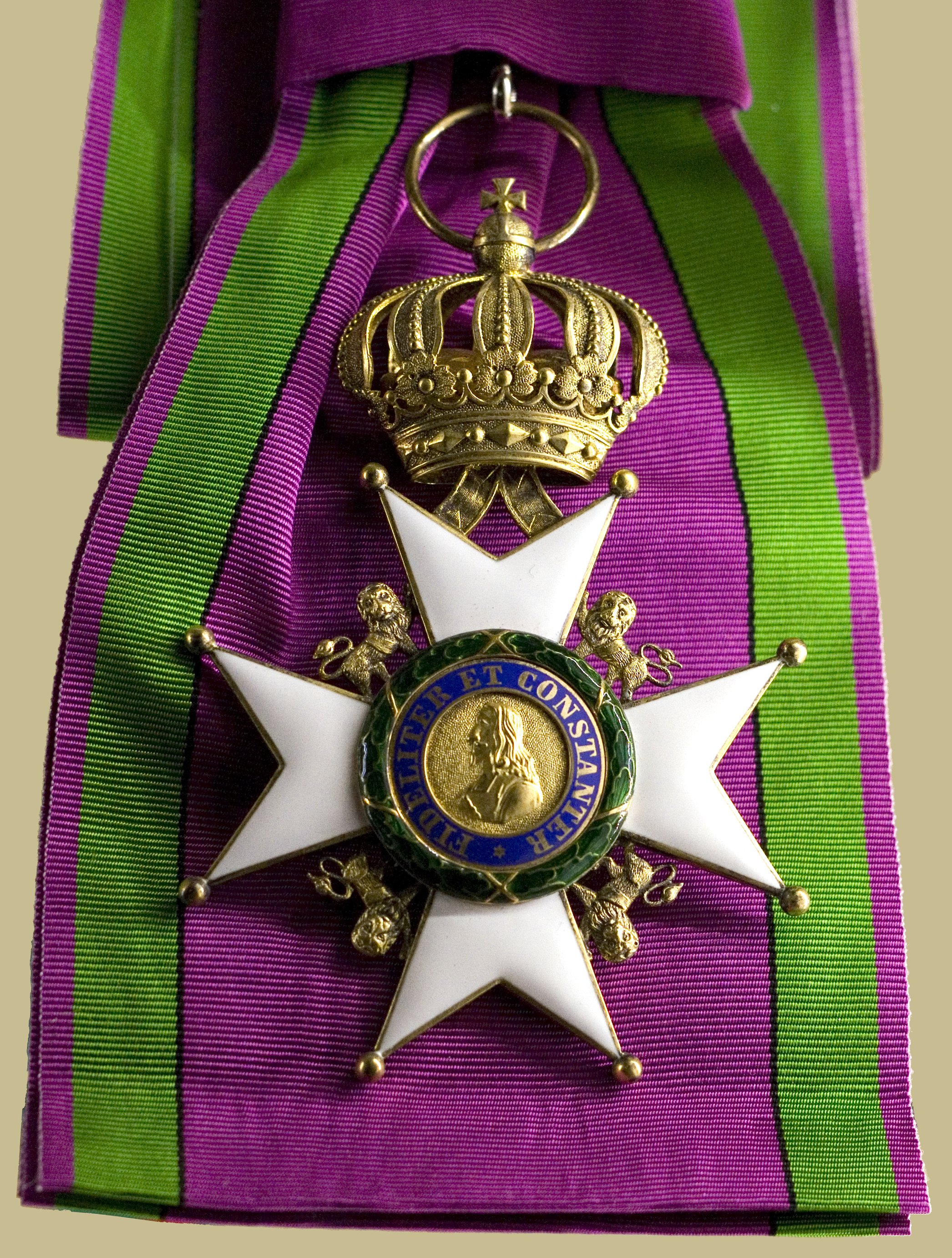
Vévodský saský ernestinský domácí řád, Sasko.

#### Schwarzburg-Rudolstadt
- Služební vyznamenání (Dienstauszeichnungen) (1850)
- Knížecí schwarzburský čestný kříž[1] (Fürstlich Schwarzburgisches Ehrenkreuz) (1853)
- Medaile Za služební odměnu (Dienstbelohnungsmedaille) (1853)
- Medaile cti (Ehrenmedaille) (1857)
- Památeční kříž 1814-1815 (Erinnerungskreuz für 1814–1815) (1860)
- Služební odznak pro vojáky (Dienstauszeichnungen für Soldaten) (1867)
- Medaile cti za válečné zásluhy 1870/71 (Ehrenmedaille für Kriegsverdienst 1870/71) (1871)
- Záslužná medaile za umění, vědu, obchod, řemesla a zemědělství (Verdienstmedaille für Kunst, Wissenschaft, Handel, Gewerbe und Landwirtschaft) (1899)
- Pochvalná medaile za chvalitebné výkony nebo dobrou službu (Anerkennungsmedaille für löbliche Leistungen oder gute Dienste) (1899)

#### Schwarzburg-Sondershausen

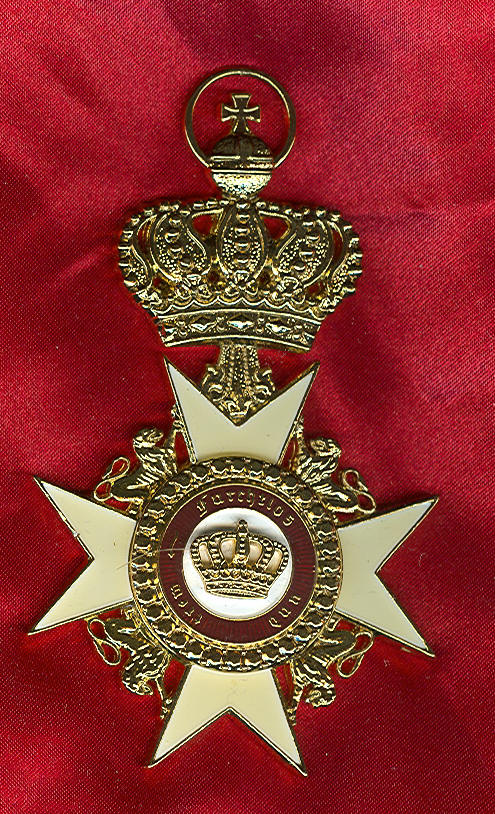
Řád württemberské koruny, Württembersko.

- Válečná medaile 1814/15 (Kriegsmedaille für 1814/15) (1815)
- Služební vyznamenání (Dienstauszeichnungen) (1838)
- Medaile Za umění a vědu (Medaille für Kunst und Wissenschaft) (1846)
- Medaile Za zásluhy v zemědělství (Medaille für Verdienste um die Landwirtschaft) (1846)
- Knížecí schwarzburský čestný kříž[1] (Fürstlich Schwarzburgisches Ehrenkreuz) (1857)
- Medaile cti (Ehrenmedaille) (1866)
- Medaile Za záchranu v nebezpečí (Medaille für Rettung aus Gefahr) (1870)
- Medaile cti za válečné zásluhy 1870/71 (Ehrenmedaille für Kriegsverdienst 1870/71) (1871)
- Vyznamenání požárních sborů (Feuerwehr-Ehrenzeichen) (1895)
- Medaile Za věrnost v práci (Medaille für Treue in der Arbeit) (1896)
- Zlatá medaile Za umění a vědu (Goldene Medaille für Kunst und Wissenschaft) (1898)
- Památeční medaile na 25leté výročí vlády (Erinnerungsmedaille an das 25-jährige Regierungsjubiläum) (1905)
- Medaile Za zásluhy ve válce (Medaille für Verdienst im Kriege) (1914)
- Medaile cti s dubovým věncem (Ehrenmedaille mit Eichenbruch 1914/15) (1915)
- Záslužný odznak Anny Luisy (Anna-Luisen-Verdienstzeichen) (1918)

### Šlesvicko-Holštýnsko

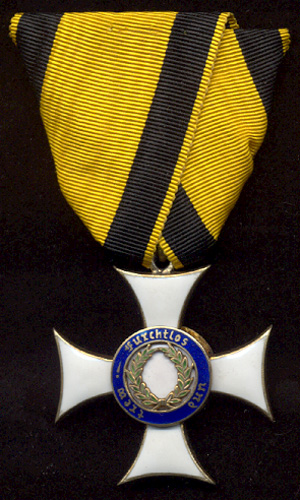
Vojenský záslužný řád, Württembersko.

- Řád sv. Anny (St.-Annen-Orden) (1735)
- Armádní památeční kříž 1848-1849 (Armee-Erinnerungskreuz 1848–49) (1850)
- Památeční odznak pro armádní hudebníky ve válce 1848-49 (Erinnerungszeichen für Armee-Musiker an den Krieg 1848–49) (1850)
- Památeční medaile prohlášení vévody Fridricha VIII. (Erinnerungsmedaille an die Proklamation Herzog Friedrich VIII.) (1864)

### Vestfálsko
- Řád vestfálské koruny[1] (Orden der Westfälischen Krone) (1809)

### Waldeck
- Řád upřímné blaženosti (Orden der wahrhaften Glückseligkeit) (1721)
- Medaile Za polní tažení 1809-1810 (Feldzugsmedaille 1809–1810) (1850)
- Medaile Za polní zažení 1913-1815 (Feldzugsmedaille 1813–1815) (1850)
- Služební vyznamenání pro vojáky a četníky (Dienstauszeichnungen für Soldaten und Gendarmen) (1848)
- Medaile Za zásluhy (Verdienstmedaille) (1857)
- Medaile Za polní tažení 1814/1815 (Feldzugsmedaille 1814/1815) (1862)
- Vojenský záslužný kříž (Militär-Verdienstkreuz) (1871)
- Civilní záslužný řád[1] (Civilverdienstorden) (1871)
- Kříž Za zásluhy (Verdienstkreuz) (1896)
- Vyznamenání pro ženské služebnictvo a zaměstnance (Auszeichnung für weibliche Dienstboten und Angestellte) (1897)
- Medaile pro umění a vědu (Medaille für Kunst und Wissenschaft) (1899)
- Vyznamenání válečného spolku (Kriegervereinsehrenzeichen) (1912)
- Vyznamenání požárních sborů (Feuerwehr-Ehrenzeichen) (1913)
- Medaile Fridricha a Bathildy (Friedrich-Bathildis-Medaille) (1915)

### Württembersko

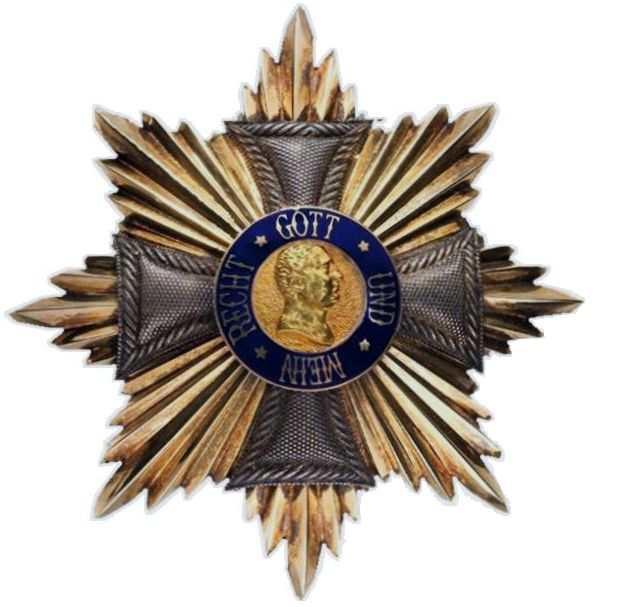
Řád Fridrichův, Württembersko.

- Řád württemberské koruny[1] (Orden der Württembergischen Krone) (1702/1807/1818)
- Vojenský záslužný řád[1] (Militärverdienstorden) (1806)
- Vojenská záslužná medaile (Militärverdienstmedaille) (1806)
- Medaile za vítězství u Brienne (Medaille für den Sieg bei Brienne) (1814)
- Vyznamenání za polní tažení 1815 (Ehrenzeichen für den Feldzug 1815) (1815)
- Řád Fridrichův[1] (Friedrichsorden) (1830)
- Vojenské služební vyznamenání (Militärdienstehrenzeichen) (1833)
- Válečná pamětní medaile (Kriegsdenkmünze) (1840)
- Civilní záslužná medaile (Zivilverdienstmedaille) (1841)
- Válečná pamětní medaile na polní tažení do Šlesvicka-Holštýnska (Kriegsdenkmünze für den Feldzug in Schleswig-Holstein) (1849)
- Odznak služebního stáří (Dienstalterszeichen) (1850)
- Řád Olgy[1] (Olga-Orden) (1871)
- Služební odznak zemské obrany (Landwehr-Dienstauszeichnung) (1879)
- Služební vyznamenání požárních sborů (Feuerwehr-Dienstehrenzeichen) (1885)
- Medaile Karla a Olgy (Karl-Olga-Medaille) (1889)
- Kříž Vilémův (Wilhelmskreuz) (1915)
- Kříž Šarloty (Charlottenkreuz) (1916)

### Würzburg
- Řád sv. Josefa (Orden des heiligen Josephs) (1807)
- Medaile Za statečnost (Tapferkeitsmedaille) (datum neznámé)

### Kurfiřtství mohučské
- Medaile Za statečnost (Tapferkeitsmedaille) (1795)
- Medaile Za zásluhy (Verdienstmedaille) (1800)
- Medaile Za statečnost pro domobranu mohučského kurfiřtství (Tapferkeitsmedaille für den Kurmainzer Landsturm) (1800)

### Kurfiřtství kolínské

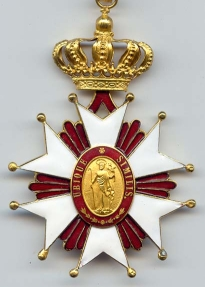
Řád sv. Josefa, Würzburg.

- Medaile Za statečnost (Tapferkeitsmedaille) (1795)

### Knížectví Hohenlohe
- Knížecí domácí řád Fénixe[1] (Fürstlicher Haus- und Phönixorden) (1757)

### Knížectví Hohenzollern
- Knížecí hohenzollernský domácí řád[1] (Fürstlich Hohenzollernscher Hausorden) (1841)
- Kříž služebního vyznamenání (Dienstauszeichnungskreuz) (1841)
- Čestná medaile (Ehrenmedaille) (1842)
- Knížecí hohenzollernský čestný kříž (Fürstlich Hohenzollernsches Ehrenkreuz)
- Medaile Bene Merenti (Bene merenti-Medaille) (1857)
- Medaile za zlatou svatbu 1884 (Medaille auf die goldene Hochzeit 1884) (1884)
- Vyznamenání za zlatou svatbu 1884 (Erinnerungszeichen an die goldene Hochzeit 1884) (1884)
- Vyznamenání za stříbrnou svatbu 1886 (Erinnerungszeichen zur silbernen Hochzeit 1886) (1886)
- Památeční medaile pro fyzilírský regiment knížete Karla Antona Hohenzollernského (Erinnerungsmedaille für das Füsilier-Regiment Fürst Carl Anton von Hohenzollern) (1893)
- Kříž Za zásluhy (Verdienstkreuz) (1910)
- Památeční medaile Karla Antona (Carl Anton-Erinnerungsmedaille) (1911)

### Knížectví Isenburg-Birstein
- Řád Pour mes Amis (Orden Pour mes Amis) (1809)
- Válečná pamětní medaile 1814-1815 (Kriegsdenkmünze für 1814–1815) (1815)

### Knížectví Thurn-Taxis
- Domácí řád dokonalého přátelství (Ordre de la Parfaite Amitié) (datum neznámé)